# Core i7

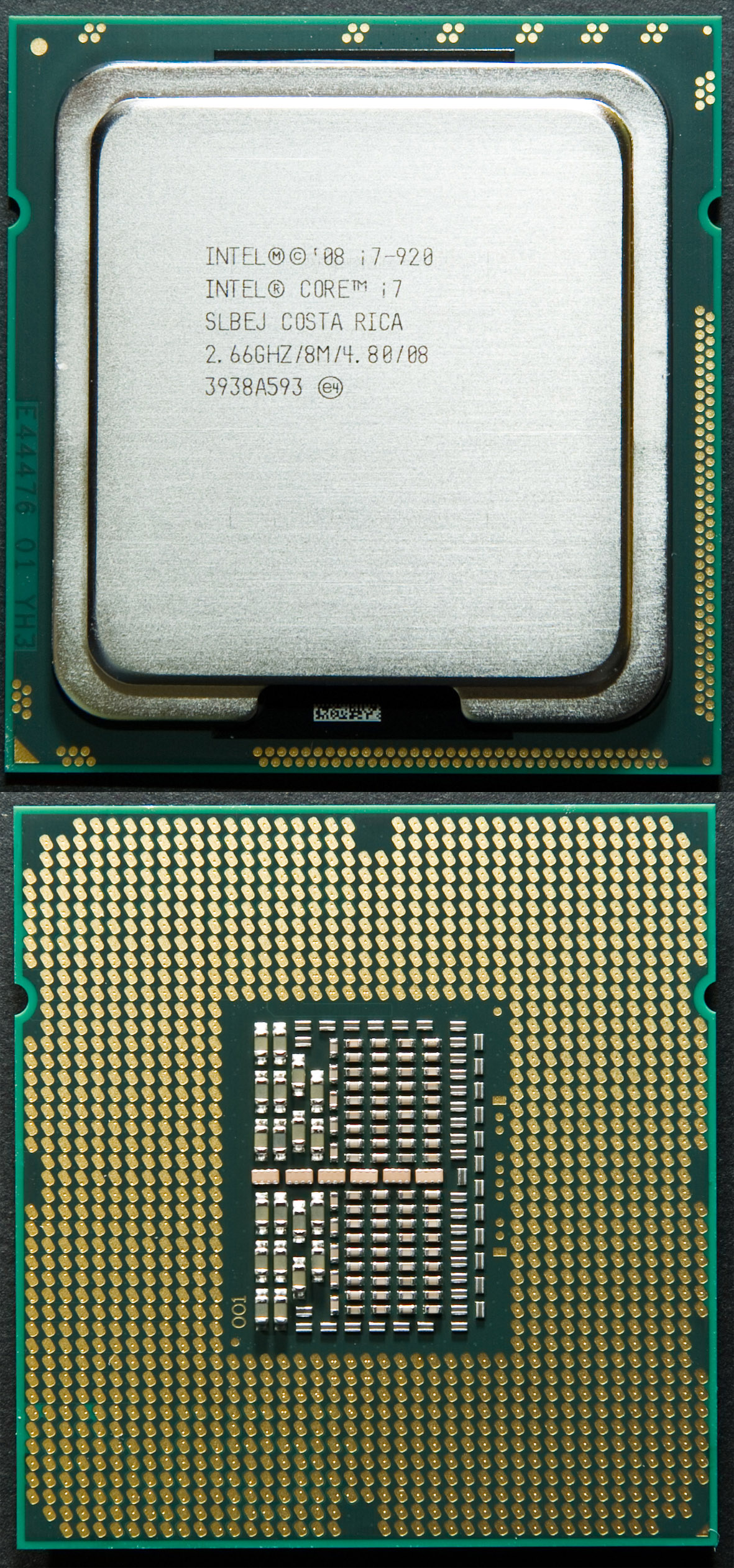
Vista superiore ed inferiore del processore

Core i7 è il nome commerciale di una serie di microprocessori x86 sviluppati da Intel e presentati il 17 novembre 2008.
La nuova architettura, comune anche al Core i7 Extreme, deriva in parte dalla "Core" dei predecessori, ma Intel ha comunque dichiarato che le innovazioni apportate sono così tante che è assolutamente doveroso considerare il nuovo progetto come salto generazionale e non solo come un affinamento. Con il lancio della nuova architettura Intel ha deciso di utilizzare dei "differenziatori" per distinguere i modelli destinati alle varie fasce di mercato. Di conseguenza alcuni core sono alla base di diversi processori differenti a seconda delle caratteristiche intrinseche di ciascun modello e quindi della fascia di mercato cui verrà destinato e inoltre, lo stesso nome commerciale viene utilizzato per indicare specifiche versioni di core differenti.

## Storia
Le CPU Core i7, insieme alle controparti di fascia più alta Core i7 Extreme, sono state le prime incarnazioni della nuova architettura Nehalem, successiva alla Intel Core Microarchitecture, e che andrà progressivamente a sostituire in tutti i settori di mercato, prendendo gradualmente il posto dei Core 2 Duo, Core 2 Quad e Core 2 Extreme. Intel utilizza quindi il nome di Core i7 solo per i processori destinati alla fascia più alta del mercato, mentre per le fasce di mercato inferiori, vengono utilizzati altri nomi commerciali, per la fascia intermedia Core i5, arrivato nel terzo trimestre 2009, mentre per la fascia più bassa Core i3, arrivato nel primo trimestre del 2010.
Intel inoltre ha reso noto che la scelta del nuovo nome commerciale Core i7 non ha una motivazione ben precisa, ma esprime comunque chiaramente l'intenzione di mantenere una certa continuità con la precedente serie Core 2 grazie all'uso del prefisso "Core". La produzione dei processori Core i7 avviene nei tre stabilimenti che Intel ha negli Stati Uniti, in particolare in quello di Hillsboro in Oregon, dove tra l'altro ha sede proprio il centro di sviluppo che ha progettato la nuova architettura, e in quelli situati in Arizona e Nuovo Messico.
Nel 2023 l'Intel 7 sarà sostituito dall'Intel 4 (ex 7 nm) e da un Multi Chip Module che entro il 2030 integrerà 1.000 miliardi di transistor.

## Caratteristiche principali

### Bloomfield
Il core Bloomfield è stato il primo esponente della famiglia Core i7 ed è arrivato il 17 novembre 2008. Bloomfield è un processore a 4 core costruito a 45 nm e dotato sia del controller per la memoria RAM a 3 canali, sia del nuovo BUS seriale Intel QuickPath Interconnect (QPI) e pensato per il settore desktop di fascia più alta.

### Lynnfield
Il core Lynnfield è il processore che ha portato l'architettura Nehalem a raggiungere il grande pubblico, in quanto commercializzato anche in versioni economiche con il marchio Core i5, sempre per il settore desktop ma di fascia media, a partire dal terzo trimestre 2009. Le versioni più evolute invece mantengono il nome commerciale di Core i7 e a differenza del core Bloomfield, utilizza un differente socket e integra il supporto diretto allo standard di interconnessione PCI Express per la gestione delle schede video; a questo si contrappone invece l'assenza del nuovo BUS seriale QPI e il supporto per la memoria RAM a 2 soli canali.

### Clarksfield
Il core Clarksfield è il primo processore, basato sulla nuova architettura, ad essere pensato per il settore mobile. Le sue caratteristiche sono molto simili a quelle della controparte desktop Lynnfield, eccetto per il clock massimo e il consumo complessivo, decisamente ridotti, dato l'ambito applicativo.

### Sandy Bridge
È la seconda generazione dei processori Intel Core, sviluppata dall'azienda nel 2011, la nuova gamma offre un "Turbo Boost" più affidabile e maggiore quantità di memoria cache, oltre alla presenza della scheda grafica integrata Intel HD 3000 e HD 2000, sufficientemente potenti da sostituire una scheda grafica dedicata di fascia bassa.

### Ivy Bridge
È la versione dell'architettura Sandy Bridge presentata ad aprile 2012 con due principali differenze rispetto al predecessore: processo produttivo a 22 nm con gli innovativi transistor trigate e la GPU integrata HD 4000. Le prestazioni dovrebbero crescere di circa l'8% a parità di clock.Dai primi test effettuati si è evidenziata una leggera difficoltà nel dissipare il calore in modo efficiente durante l'over clocking per le versioni desktop rispetto alla precedente generazione a causa dell'uso di una pasta termica (TIM, Thermal Interface Materials) posta tra l'Integrated Heat Spreader (IHS) e il die della CPU, anziché l'uso di saldatura fluxless.

### Loghi

Logo utilizzato nel 2008
Logo in uso dal 1º aprile 2009 al 2011
Logo in uso dal 2011 al 2020
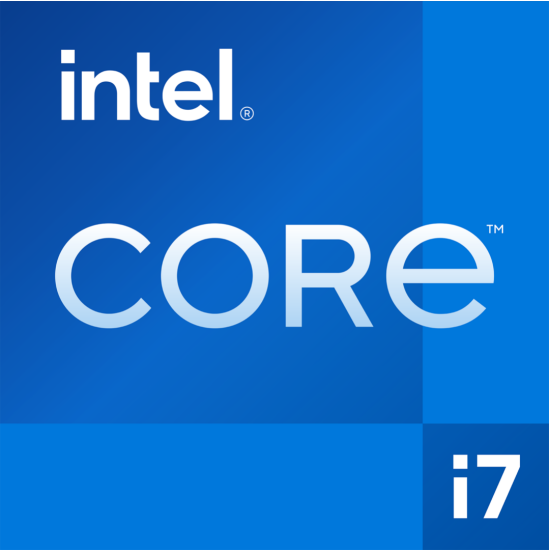
Logo in uso dal 2020

## Modelli
La tabella seguente mostra i modelli di Core i7 arrivati sul mercato. Molti di questi condividono caratteristiche comuni pur essendo basati su diversi core; per questo motivo, allo scopo di rendere maggiormente evidente tali affinità e "alleggerire" la visualizzazione alcune colonne mostrano un valore comune a più righe. Di seguito anche una legenda dei termini (alcuni abbreviati) usati per l'intestazione delle colonne:
- Nome Comm.: sta per "nome commerciale" e si intende il nome con cui è stato immesso in commercio quel particolare esemplare.
- Data: si intende la data di immissione sul mercato di quel particolare esemplare.
- Socket: lo zoccolo della scheda madre in cui viene inserito il processore. In questo caso il numero rappresenta oltre al nome anche il numero dei pin di contatto.
- N°C.: sta per "numero di core" e si intende il numero di core montati sul package: 1 se "single core", 2 se "dual core", 4 se "quad core", ecc.
- Clock: la frequenza di funzionamento del processore.
- Molt.: sta per "Moltiplicatore" ovvero il fattore di moltiplicazione per il quale bisogna moltiplicare la frequenza di bus per ottenere la frequenza del processore.
- Pr.Prod.: sta per "Processo produttivo" e indica tipicamente la dimensione dei gate dei transistors (180 nm, 130 nm, 90 nm) e il numero di transistor integrati nel processore espresso in milioni.
- Voltag.: sta per "Voltaggio" e indica la tensione di alimentazione del processore.
- Watt: si intende il consumo massimo in potenza di quel particolare esemplare.
- Ram: indica la presenza del controller per la memoria RAM integrato nel processore, il numero di canali supportati e la frequenza massima.
- Bus: frequenza del BUS interno alla CPU.
- QPI: velocità del BUS seriale introdotto da Intel con l'architettura Nehalem e che mette in comunicazioni i processori tra loro e con il chipset. La sua velocità viene indicata in GT/s invece che in MHz.
- PCI: indica la presenza del controller PCI Express 2.0 per la gestione delle schede video discrete e il numero di linee per ogni slot.
- Cache: dimensione delle cache di 1º, 2º e 3º livello.
- GPU: modello di processore grafico integrato all'interno del socket.
- XD: sta per "XD-bit" e indica l'implementazione della tecnologia di sicurezza che evita l'esecuzione di codice malevolo sul computer.
- 64: sta per "EM64T" e indica l'implementazione della tecnologia a 64 bit di Intel.
- HT: sta per "Hyper-Threading" e indica l'implementazione della esclusiva tecnologia Intel che consente al sistema operativo di vedere 2 core "logici" per ogni core "fisico".
- ST: sta per "SpeedStep Technology" ovvero la tecnologia di risparmio energetico sviluppata da Intel e inserita negli ultimi Pentium 4 Prescott serie 6xx per contenere il consumo massimo.
- TM: sta per "Turbo Mode" ovvero la tecnologia che aumenta il clock dei soli core utilizzati in modo da velocizzare l'elaborazione di quelle particolari applicazioni che non sono in grado di sfruttare adeguatamente un processore multi core.
- VT: sta per "Vanderpool Technology", la tecnologia di virtualizzazione che rende possibile l'esecuzione simultanea di più sistemi operativi differenti contemporaneamente.
- Core: si intende il nome in codice del progetto alla base di quel particolare esemplare.

| Settore Desktop                | Settore Desktop   | Settore Desktop    | Settore Desktop | Settore Desktop      | Settore Desktop | Settore Desktop        | Settore Desktop | Settore Desktop | Settore Desktop                        | Settore Desktop | Settore Desktop | Settore Desktop         | Settore Desktop              | Settore Desktop        | Settore Desktop | Settore Desktop | Settore Desktop | Settore Desktop | Settore Desktop | Settore Desktop | Settore Desktop |
| Nome Comm.                     | Data              | Socket             | N°C.            | Clock                | Molt.           | Pr.Prod.               | Voltag.         | Watt            | Ram                                    | Bus             | QPI             | PCI                     | Cache                        | GPU                    | XD              | 64              | HT              | ST              | TM              | VT              | Core            |
| ------------------------------ | ----------------- | ------------------ | --------------- | -------------------- | --------------- | ---------------------- | --------------- | --------------- | -------------------------------------- | --------------- | --------------- | ----------------------- | ---------------------------- | ---------------------- | --------------- | --------------- | --------------- | --------------- | --------------- | --------------- | --------------- |
| Core i7-860                    | 8 settembre 2009  | 1156               | 4               | 2,8 GHz (3,46 GHz)   | 21x             | 45 nm 774 mil.         | 1,4 V           | 95 W            | 2-DDR3 1333                            | 133 MHz         | 2.5 GT/s        | 1x16, 2x8               | L1=4x64KB L2=4x256KB L3=8MB  | No                     | Sì              | Sì              | Sì              | Sì              | Sì              | Sì              | Lynnfield       |
| Core i7-860S                   | gennaio 2010      | 1156               | 4               | 2,53 GHz (3,46 GHz)  | 19x             | 45 nm 774 mil.         | 1,4 V           | 82 W            | 2-DDR3 1333                            | 133 MHz         | 2.5 GT/s        | 1x16, 2x8               | L1=4x64KB L2=4x256KB L3=8MB  | No                     | Sì              | Sì              | Sì              | Sì              | Sì              | Sì              | Lynnfield       |
| Core i7-870                    | settembre 2009    | 1156               | 4               | 2,93 GHz (3,6 GHz)   | 22x             | 45 nm 774 mil.         | 1,4 V           | 95 W            | 2-DDR3 1333                            | 133 MHz         | 2.5 GT/s        | 1x16, 2x8               | L1=4x64KB L2=4x256KB L3=8MB  | No                     | Sì              | Sì              | Sì              | Sì              | Sì              | Sì              | Lynnfield       |
| Core i7-870S                   | luglio 2010       | 1156               | 4               | 2,66 GHz (3,6 GHz)   | 20x             | 45 nm 774 mil.         | 1,4 V           | 82 W            | 2-DDR3 1333                            | 133 MHz         | 2.5 GT/s        | 1x16, 2x8               | L1=4x64KB L2=4x256KB L3=8MB  | No                     | Sì              | Sì              | Sì              | Sì              | Sì              | Sì              | Lynnfield       |
| Core i7-875K                   | maggio 2010       | 1156               | 4               | 2.93 GHz (3,6 GHz)   | 22x             | 45 nm 774 mil.         | 1,4 V           | 95 W            | 2-DDR3 1333                            | 133 MHz         | 2.5 GT/s        | 1x16, 2x8               | L1=4x64KB L2=4x256KB L3=8MB  | No                     | Sì              | Sì              | Sì              | Sì              | Sì              | Sì              | Lynnfield       |
| Core i7-880                    | maggio 2010       | 1156               | 4               | 3,06 GHz (3,73 GHz)  | 23x             | 45 nm 774 mil.         | 1,4 V           | 95 W            | 2-DDR3 1333                            | 133 MHz         | 2.5 GT/s        | 1x16, 2x8               | L1=4x64KB L2=4x256KB L3=8MB  | No                     | Sì              | Sì              | Sì              | Sì              | Sì              | Sì              | Lynnfield       |
| Core i7-920                    | 17 novembre 2008  | 1366               | 4               | 2,66 GHz (2,93 GHz)  | 20x             | 45 nm 731 mil.         | 1.375 V         | 130 W           | 3-DDR3 1066                            | 133 MHz         | 4,8 GT/s        | --                      | L1=4x64KB L2=4x256KB L3=8MB  | No                     | Sì              | Sì              | Sì              | Sì              | Sì              | Sì              | Bloomfield      |
| Core i7-930                    | 28 febbraio 2010  | 1366               | 4               | 2,8 GHz (3,06 GHz)   | 21x             | 45 nm 731 mil.         | 1.375 V         | 130 W           | 3-DDR3 1066                            | 133 MHz         | 4,8 GT/s        | --                      | L1=4x64KB L2=4x256KB L3=8MB  | No                     | Sì              | Sì              | Sì              | Sì              | Sì              | Sì              | Bloomfield      |
| Core i7-940                    | 17 novembre 2008  | 1366               | 4               | 2,93 GHz (3,2 GHz)   | 22x             | 45 nm 731 mil.         | 1.375 V         | 130 W           | 3-DDR3 1066                            | 133 MHz         | 4,8 GT/s        | --                      | L1=4x64KB L2=4x256KB L3=8MB  | No                     | Sì              | Sì              | Sì              | Sì              | Sì              | Sì              | Bloomfield      |
| Core i7-950                    | 3 giugno 2009     | 1366               | 4               | 3,06 GHz (3,33 GHz)  | 23x             | 45 nm 731 mil.         | 1.375 V         | 130 W           | 3-DDR3 1066                            | 133 MHz         | 4,8 GT/s        | --                      | L1=4x64KB L2=4x256KB L3=8MB  | No                     | Sì              | Sì              | Sì              | Sì              | Sì              | Sì              | Bloomfield      |
| Core i7-960                    | 18 ottobre 2009   | 1366               | 4               | 3,2 GHz (3,46 GHz)   | 24x             | 45 nm 731 mil.         | 1.375 V         | 130 W           | 3-DDR3 1066                            | 133 MHz         | 4,8 GT/s        | --                      | L1=4x64KB L2=4x256KB L3=8MB  | No                     | Sì              | Sì              | Sì              | Sì              | Sì              | Sì              | Bloomfield      |
| Core i7-965 Extreme Edition    | 17 novembre 2008  | 1366               | 4               | 3,2 GHz (3,46 GHz)   | 24x             | 45 nm 731 mil.         | 1.375 V         | 130 W           | 3-DDR3 1066                            | 133 MHz         | 6,4 GT/s        | --                      | L1=4x64KB L2=4x256KB L3=8MB  | No                     | Sì              | Sì              | Sì              | Sì              | Sì              | Sì              | Bloomfield      |
| Core i7-975 Extreme Edition    | 3 giugno 2009     | 1366               | 4               | 3,33 GHz (3,6 GHz)   | 25x             | 45 nm 731 mil.         | 1.375 V         | 130 W           | 3-DDR3 1066                            | 133 MHz         | 6,4 GT/s        | --                      | L1=4x64KB L2=4x256KB L3=8MB  | No                     | Sì              | Sì              | Sì              | Sì              | Sì              | Sì              | Bloomfield      |
| Core i7-970                    | luglio 2010       | 1366               | 6               | 3,2 GHz (3,46 GHz)   | 24x             | 32 nm 1170 mil.        | 1.375 V         | 130 W           | 3-DDR3 1066                            | 133 MHz         | 4,8 GT/s        | --                      | L1=6x64KB L2=6x256KB L3=12MB | No                     | Sì              | Sì              | Sì              | Sì              | Sì              | Sì              | Gulftown        |
| Core i7-980                    | giugno 2011       | 1366               | 6               | 3,33 GHz (3,6 GHz)   | 25x             | 32 nm 1170 mil.        | 1.3 V           | 130 W           | 3-DDR3 1066                            | 133 MHz         | 4,8 GT/s        | --                      | L1=6x64KB L2=6x256KB L3=12MB | No                     | Sì              | Sì              | Sì              | Sì              | Sì              | Sì              | Gulftown        |
| Core i7-980X Extreme Edition   | marzo 2010        | 1366               | 6               | 3,33 GHz (3,6 GHz)   | 25x             | 32 nm 1170 mil.        | 1.375 V         | 130 W           | 3-DDR3 1066                            | 133 MHz         | 6,4 GT/s        | --                      | L1=6x64KB L2=6x256KB L3=12MB | No                     | Sì              | Sì              | Sì              | Sì              | Sì              | Sì              | Gulftown        |
| Core i7-990X Extreme Edition   | febbraio 2011     | 1366               | 6               | 3,47 GHz (3,73 GHz)  | 26x             | 32 nm 1170 mil.        | 1.375 V         | 130 W           | 3-DDR3 1066                            | 133 MHz         | 6,4 GT/s        | --                      | L1=6x64KB L2=6x256KB L3=12MB | No                     | Sì              | Sì              | Sì              | Sì              | Sì              | Sì              | Gulftown        |
| Core i7-2600                   | gennaio 2011      | 1155               | 4               | 3,4 GHz (3,8 GHz)    | 34x             | 32 nm 1.16 bil.        | 1.4 V           | 95 W            | 2-DDR3 1333                            | 100 MHz         | 5 GT/s          | --                      | L1=4x64KB L2=4x256KB L3=8MB  | HD Graphics 2000       | Sì              | Sì              | Sì              | Sì              | Sì              | Sì              | Sandy Bridge    |
| Core i7-2600K                  | gennaio 2011      | 1155               | 4               | 3,4 GHz (3,8 GHz)    | 34x             | 32 nm 1.16 bil.        | 1.4 V           | 95 W            | 2-DDR3 1333                            | 100 MHz         | 5 GT/s          | --                      | L1=4x64KB L2=4x256KB L3=8MB  | HD Graphics 3000       | Sì              | Sì              | Sì              | Sì              | Sì              | Sì              | Sandy Bridge    |
| Core i7-2600S                  | gennaio 2011      | 1155               | 4               | 2,8 GHz (3,8 GHz)    | 28x             | 32 nm 1.16 bil.        | 1.4 V           | 65 W            | 2-DDR3 1333                            | 100 MHz         | 5 GT/s          | --                      | L1=4x64KB L2=4x256KB L3=8MB  | HD Graphics 2000       | Sì              | Sì              | Sì              | Sì              | Sì              | Sì              | Sandy Bridge    |
| Core i7-2700K                  | ottobre 2011      | 1155               | 4               | 3,5 GHz (3,9 GHz)    | 35x             | 32 nm 1.16 bil.        | 1.4 V           | 95 W            | 2-DDR3 1333                            | 100 MHz         | 5 GT/s          | --                      | L1=4x64KB L2=4x256KB L3=8MB  | HD Graphics 3000       | Sì              | Sì              | Sì              | Sì              | Sì              | Sì              | Sandy Bridge    |
| Core i7-3770                   | aprile 2012       | 1155               | 4               | 3,4 GHz (3,9 GHz)    | 34x             | 22 nm 1.4 bil.         | 1.350 V         | 77 W            | 2-DDR3 1600                            | 100 MHz         | 5 GT/s          | --                      | L1=4x64KB L2=4x256KB L3=8MB  | HD Graphics 4000       | Sì              | Sì              | Sì              | Sì              | Sì              | Sì              | Ivy Bridge      |
| Core i7-3770K                  | aprile 2012       | 1155               | 4               | 3,5 GHz (3,9 GHz)    | 35x             | 22 nm 1.4 bil.         | 1.350 V         | 77 W            | 2-DDR3 1600                            | 100 MHz         | 5 GT/s          | --                      | L1=4x64KB L2=4x256KB L3=8MB  | HD Graphics 4000       | Sì              | Sì              | Sì              | Sì              | Sì              | Sì              | Ivy Bridge      |
| Core i7-3770S                  | aprile 2012       | 1155               | 4               | 3,1 GHz (3,9 GHz)    | 31x             | 22 nm 1.4 bil.         | 1.350 V         | 65 W            | 2-DDR3 1600                            | 100 MHz         | 5 GT/s          | --                      | L1=4x64KB L2=4x256KB L3=8MB  | HD Graphics 4000       | Sì              | Sì              | Sì              | Sì              | Sì              | Sì              | Ivy Bridge      |
| Core i7-3770T                  | aprile 2012       | 1155               | 4               | 2,5 GHz (3,7 GHz)    | 25x             | 22 nm 1.4 bil.         | 1.350 V         | 45 W            | 2-DDR3 1600                            | 100 MHz         | 5 GT/s          | --                      | L1=4x64KB L2=4x256KB L3=8MB  | HD Graphics 4000       | Sì              | Sì              | Sì              | Sì              | Sì              | Sì              | Ivy Bridge      |
| Core i7-3820                   | febbraio 2012     | 2011               | 4               | 3,6 GHz (3,8 GHz)    | 36x             | 22 nm 1.27 o 2.27 bil. | 1.350 V         | 130 W           | 4-DDR3 1600                            | 100 MHz         | 5 GT/s          | 1x16, 2x8, 1x8 + 2x4    | L1=4x64KB L2=4x256KB L3=10MB | No                     | Sì              | Sì              | Sì              | Sì              | Sì              | Sì              | Sandy Bridge-E  |
| Core i7-3930K                  | novembre 2011     | 2011               | 6               | 3,2 GHz (3,8 GHz)    | 32x             | 22 nm 1.27 o 2.27 bil. | 1.350 V         | 130 W           | 4-DDR3 1600                            | 100 MHz         | 5 GT/s          | 1x16, 2x8, 1x8 + 2x4    | L1=6x64KB L2=6x256KB L3=12MB | No                     | Sì              | Sì              | Sì              | Sì              | Sì              | Sì              | Sandy Bridge-E  |
| Core i7-3960X Extreme Edition  | novembre 2011     | 2011               | 6               | 3,3 GHz (3,9 GHz)    | 33x             | 22 nm 1.27 o 2.27 bil. | 1.350 V         | 130 W           | 4-DDR3 1600                            | 100 MHz         | 5 GT/s          | 1x16, 2x8, 1x8 + 2x4    | L1=6x64KB L2=6x256KB L3=15MB | No                     | Sì              | Sì              | Sì              | Sì              | Sì              | Sì              | Sandy Bridge-E  |
| Core i7-3970X Extreme Edition  | novembre 2012     | 2011               | 6               | 3,5 GHz (4 GHz)      | 35x             | 22 nm 1.27 o 2.27 bil. | 1.350 V         | 150 W           | 4-DDR3 1600                            | 100 MHz         | 5 GT/s          | 1x16, 2x8, 1x8 + 2x4    | L1=6x64KB L2=6x256KB L3=15MB | No                     | Sì              | Sì              | Sì              | Sì              | Sì              | Sì              | Sandy Bridge-E  |
| Core i7-4770R                  | 3 giugno 2013     | BGA-1364           | 4               | 3,2 GHz (3,9 GHz)    | 32x             | 22 nm 1.4 bil.         | ? V             | 65 W            | 2-DDR3 1600                            | 100 MHz         | ? GT/s          | ?                       | L1=4x64KB L2=4x256KB L3=6MB  | HD Graphics 4600       | Sì              | Sì              | Sì              | Sì              | Sì              | Sì              | Haswell-H       |
| Core i7-4765T                  | 3 giugno 2013     | 1150               | 4               | 2,0 GHz (3,0 GHz)    | 20x             | 22 nm 1.4 bil.         | ? V             | 35 W            | 2-DDR3 1600                            | 100 MHz         | ? GT/s          | ?                       | L1=4x64KB L2=4x256KB L3=8MB  | HD Graphics 4600       | Sì              | Sì              | Sì              | Sì              | Sì              | Sì              | Haswell-DT      |
| Core i7-4770TE                 | 3 giugno 2013     | 1150               | 4               | 2,3 GHz (3,3 GHz)    | 23x             | 22 nm 1.4 bil.         | ? V             | 45 W            | 2-DDR3 1600                            | 100 MHz         | ? GT/s          | ?                       | L1=4x64KB L2=4x256KB L3=8MB  | HD Graphics 4600       | Sì              | Sì              | Sì              | Sì              | Sì              | Sì              | Haswell-DT      |
| Core i7-4770T                  | 3 giugno 2013     | 1150               | 4               | 2,5 GHz (3,7 GHz)    | 25x             | 22 nm 1.4 bil.         | ? V             | 45 W            | 2-DDR3 1600                            | 100 MHz         | ? GT/s          | ?                       | L1=4x64KB L2=4x256KB L3=8MB  | HD Graphics 4600       | Sì              | Sì              | Sì              | Sì              | Sì              | Sì              | Haswell-DT      |
| Core i7-4770S                  | 3 giugno 2013     | 1150               | 4               | 3,1 GHz (3,8 GHz)    | 31x             | 22 nm 1.4 bil.         | ? V             | 65 W            | 2-DDR3 1600                            | 100 MHz         | ? GT/s          | ?                       | L1=4x64KB L2=4x256KB L3=8MB  | HD Graphics 4600       | Sì              | Sì              | Sì              | Sì              | Sì              | Sì              | Haswell-DT      |
| Core i7-4770                   | 3 giugno 2013     | 1150               | 4               | 3,4 GHz (3,9 GHz)    | 34x             | 22 nm 1.4 bil.         | ? V             | 84 W            | 2-DDR3 1600                            | 100 MHz         | ? GT/s          | ?                       | L1=4x64KB L2=4x256KB L3=8MB  | HD Graphics 4600       | Sì              | Sì              | Sì              | Sì              | Sì              | Sì              | Haswell-DT      |
| Core i7-4770K                  | 3 giugno 2013     | 1150               | 4               | 3,5 GHz (3,9 GHz)    | 35x             | 22 nm 1.4 bil.         | ? V             | 84 W            | 2-DDR3 1600                            | 100 MHz         | ? GT/s          | ?                       | L1=4x64KB L2=4x256KB L3=8MB  | HD Graphics 4600       | Sì              | Sì              | Sì              | Sì              | Sì              | Sì              | Haswell-DT      |
| Core i7-4771                   | Settembre 2013    | 1150               | 4               | 3,5 GHz (3,9 GHz)    | 35x             | 22 nm 1.4 bil.         | ? V             | 84 W            | 2-DDR3 1600                            | 100 MHz         | ? GT/s          | ?                       | L1=4x64KB L2=4x256KB L3=8MB  | HD Graphics 4600       | Sì              | Sì              | Sì              | Sì              | Sì              | Sì              | Haswell-DT      |
| Core i7-4785T                  | Maggio 2014       | 1150               | 4               | 2,2 GHz (3,2 GHz)    | 22x             | 22 nm 1.4 bil.         | ? V             | 35 W            | 2-DDR3 1600                            | 100 MHz         | ? GT/s          | ?                       | L1=4x64KB L2=4x256KB L3=8MB  | HD Graphics 4600       | Sì              | Sì              | Sì              | Sì              | Sì              | Sì              | Haswell-DT      |
| Core i7-4790T                  | Maggio 2014       | 1150               | 4               | 2,7 GHz (3,9 GHz)    | 27x             | 22 nm 1.4 bil.         | ? V             | 45 W            | 2-DDR3 1600                            | 100 MHz         | ? GT/s          | ?                       | L1=4x64KB L2=4x256KB L3=8MB  | HD Graphics 4600       | Sì              | Sì              | Sì              | Sì              | Sì              | Sì              | Haswell-DT      |
| Core i7-4790S                  | Maggio 2014       | 1150               | 4               | 3,2 GHz (4 GHz)      | 32x             | 22 nm 1.4 bil.         | ? V             | 65 W            | 2-DDR3 1600                            | 100 MHz         | ? GT/s          | ?                       | L1=4x64KB L2=4x256KB L3=8MB  | HD Graphics 4600       | Sì              | Sì              | Sì              | Sì              | Sì              | Sì              | Haswell-DT      |
| Core i7-4790                   | Maggio 2014       | 1150               | 4               | 3,6 GHz (4 GHz)      | 36x             | 22 nm 1.4 bil.         | ? V             | 84 W            | 2-DDR3 1600                            | 100 MHz         | ? GT/s          | ?                       | L1=4x64KB L2=4x256KB L3=8MB  | HD Graphics 4600       | Sì              | Sì              | Sì              | Sì              | Sì              | Sì              | Haswell-DT      |
| Core i7-4790K                  | Giugno 2014       | 1150               | 4               | 4 GHz (4,4 GHz)      | 40x             | 22 nm 1.4 bil.         | ? V             | 88 W            | 2-DDR3 1600                            | 100 MHz         | ? GT/s          | ?                       | L1=4x64KB L2=4x256KB L3=8MB  | HD Graphics 4600       | Sì              | Sì              | Sì              | Sì              | Sì              | Sì              | Haswell-DT      |
| Core i7-4820K                  | Settembre 2013    | 2011               | 4               | 3,7 GHz (3,9 GHz)    | 37x             | 22 nm 1.86 bil.        | ? V             | 130 W           | 4-DDR3 1866                            | 100 MHz         | ? GT/s          | ?                       | L1=4x64KB L2=4x256KB L3=10MB | No                     | Sì              | Sì              | Sì              | Sì              | Sì              | Sì              | Ivy Bridge-E    |
| Core i7-4930K                  | Settembre 2013    | 2011               | 6               | 3,4 GHz (3,9 GHz)    | 34x             | 22 nm 1.86 bil.        | ? V             | 130 W           | 4-DDR3 1866                            | 100 MHz         | ? GT/s          | ?                       | L1=6x64KB L2=6x256KB L3=12MB | No                     | Sì              | Sì              | Sì              | Sì              | Sì              | Sì              | Ivy Bridge-E    |
| Core i7-4960X                  | Settembre 2013    | 2011               | 6               | 3,6 GHz (4 GHz)      | 36x             | 22 nm 1.86 bil.        | ? V             | 130 W           | 4-DDR3 1866                            | 100 MHz         | ? GT/s          | ?                       | L1=6x64KB L2=6x256KB L3=15MB | No                     | Sì              | Sì              | Sì              | Sì              | Sì              | Sì              | Ivy Bridge-E    |
| Core i7-5775C                  | Giugno 2015       | 1150               | 4               | 3,3 GHz (3,7 GHz)    | 33x             | 14 nm                  | ? V             | 65 W            | 2-DDR3L 1600                           | 100 MHz         | ? GT/s          | ?                       | L1=4x64KB L2=4x256KB L3=6MB  | Iris Pro Graphics 6200 | Sì              | Sì              | Sì              | Sì              | Sì              | Sì              | Broadwell-DT    |
| Core i7-5775R                  | Giugno 2015       | BGA-1364           | 4               | 3,3 GHz (3,8 GHz)    | 33x             | 14 nm                  | ? V             | 65 W            | 2-DDR3L 1600                           | 100 MHz         | ? GT/s          | ?                       | L1=4x64KB L2=4x256KB L3=6MB  | Iris Pro Graphics 6200 | Sì              | Sì              | Sì              | Sì              | Sì              | Sì              | Broadwell-DT    |
| Core i7-5820K                  | Agosto 2014       | 2011-3             | 6               | 3,3 GHz (3,6 GHz)    | 33x             | 22 nm 2.60 bil.        | ? V             | 140 W           | 4-DDR4 2133                            | 100 MHz         | ? GT/s          | ?                       | L1=6x64KB L2=6x256KB L3=15MB | No                     | Sì              | Sì              | Sì              | Sì              | Sì              | Sì              | Haswell-E       |
| Core i7-5930K                  | Agosto 2014       | 2011-3             | 6               | 3,5 GHz (3,7 GHz)    | 35x             | 22 nm 2.60 bil.        | ? V             | 140 W           | 4-DDR4 2133                            | 100 MHz         | ? GT/s          | ?                       | L1=6x64KB L2=6x256KB L3=15MB | No                     | Sì              | Sì              | Sì              | Sì              | Sì              | Sì              | Haswell-E       |
| Core i7-5960X Extreme Edition  | Agosto 2014       | 2011-3             | 8               | 3 GHz (3,5 GHz)      | 30x             | 22 nm 2.60 bil.        | ? V             | 140 W           | 4-DDR4 2133                            | 100 MHz         | ? GT/s          | ?                       | L1=8x64KB L2=8x256KB L3=20MB | No                     | Sì              | Sì              | Sì              | Sì              | Sì              | Sì              | Haswell-E       |
| Core i7-6700T                  | Settembre 2015    | 1151               | 4               | 2,8 GHz (3,6 GHz)    | 28x             | 14 nm                  | ? V             | 35 W            | 4-DDR4 2133 2-DDR3L 1600               | 100 MHz         | 8 GT/s          | 1x16, 2x8, 1x8+2x4      | L1=4x64KB L2=4x256KB L3=8MB  | HD Graphics 530        | Sì              | Sì              | Sì              | Sì              | Sì              | Sì              | Skylake-S       |
| Core i7-6700TE                 | Settembre 2015    | 1151               | 4               | 2,4 GHz (3,4 GHz)    | 24x             | 14 nm                  | ? V             | 35 W            | 4-DDR4 2133 2-DDR3L 1600               | 100 MHz         | 8 GT/s          | 1x16, 2x8, 1x8+2x4      | L1=4x64KB L2=4x256KB L3=8MB  | HD Graphics 530        | Sì              | Sì              | Sì              | Sì              | Sì              | Sì              | Skylake-S       |
| Core i7-6700                   | Settembre 2015    | 1151               | 4               | 3,4 GHz (4 GHz)      | 34x             | 14 nm                  | ? V             | 65 W            | 4-DDR4 2133 2-DDR3L 1600               | 100 MHz         | 8 GT/s          | 1x16, 2x8, 1x8+2x4      | L1=4x64KB L2=4x256KB L3=8MB  | HD Graphics 530        | Sì              | Sì              | Sì              | Sì              | Sì              | Sì              | Skylake-S       |
| Core i7-6700K                  | Agosto 2015       | 1151               | 4               | 4 GHz (4,2 GHz)      | 40x             | 14 nm                  | ? V             | 91 W            | 4-DDR4 2133 2-DDR3L 1600               | 100 MHz         | 8 GT/s          | 1x16, 2x8, 1x8+2x4      | L1=4x64KB L2=4x256KB L3=8MB  | HD Graphics 530        | Sì              | Sì              | Sì              | Sì              | Sì              | Sì              | Skylake-S       |
| Settore Mobile o Embedded      |                   |                    |                 |                      |                 |                        |                 |                 |                                        |                 |                 |                         |                              |                        |                 |                 |                 |                 |                 |                 |                 |
| Core i7-610E                   | gennaio 2010      | BGA-1288           | 2               | 2,53 GHz (3,2 GHz)   | 20x             | 32 nm 382 mil.         | 1.4 V           | 35 W            | 2-DDR3 1066                            | 133 MHz         | 2,5 GT/s        | 1x16, 2x8               | L1=4x64KB L2=4x256KB L3=4MB  | HD Graphics            | Sì              | Sì              | Sì              | Sì              | Sì              | Sì              | Arrandale       |
| Core i7-620M                   | gennaio 2010      | Socket G1 BGA-1288 | 2               | 2,66 GHz (3,33 GHz)  | 20x             | 32 nm 382 mil.         | 1.4 V           | 35 W            | 2-DDR3 1066                            | 133 MHz         | 2,5 GT/s        | 1x16                    | L1=4x64KB L2=4x256KB L3=4MB  | HD Graphics            | Sì              | Sì              | Sì              | Sì              | Sì              | Sì              | Arrandale       |
| Core i7-620LM                  | gennaio 2010      | BGA-1288           | 2               | 2 GHz (2,8 GHz)      | 15x             | 32 nm 382 mil.         | 1.4 V           | 25 W            | 2-DDR3 1066                            | 133 MHz         | 2,5 GT/s        | 1x16                    | L1=4x64KB L2=4x256KB L3=4MB  | HD Graphics            | Sì              | Sì              | Sì              | Sì              | Sì              | Sì              | Arrandale       |
| Core i7-620LE                  | gennaio 2010      | BGA-1288           | 2               | 2 GHz (2,8 GHz)      | 15x             | 32 nm 382 mil.         | 1.4 V           | 25 W            | 2-DDR3 1066                            | 133 MHz         | 2,5 GT/s        | 1x16, 2x8               | L1=4x64KB L2=4x256KB L3=4MB  | HD Graphics            | Sì              | Sì              | Sì              | Sì              | Sì              | Sì              | Arrandale       |
| Core i7-620UM                  | gennaio 2010      | BGA-1288           | 2               | 1,06 GHz (2,133 GHz) | 8x              | 32 nm 382 mil.         | 1.4 V           | 18 W            | 2-DDR3 800                             | 133 MHz         | 2,5 GT/s        | 1x16                    | L1=4x64KB L2=4x256KB L3=4MB  | HD Graphics            | Sì              | Sì              | Sì              | Sì              | Sì              | Sì              | Arrandale       |
| Core i7-620UE                  | gennaio 2010      | BGA-1288           | 2               | 1,06 GHz (2,133 GHz) | 8x              | 32 nm 382 mil.         | 1.4 V           | 18 W            | 2-DDR3 800                             | 133 MHz         | 2,5 GT/s        | 1x16, 2x8               | L1=4x64KB L2=4x256KB L3=4MB  | HD Graphics            | Sì              | Sì              | Sì              | Sì              | Sì              | Sì              | Arrandale       |
| Core i7-640M                   | settembre 2010    | Socket G1 BGA-1288 | 2               | 2,8 GHz (3,46 GHz)   | 21x             | 32 nm 382 mil.         | 1.4 V           | 35 W            | 2-DDR3 1066                            | 133 MHz         | 2,5 GT/s        | 1x16                    | L1=4x64KB L2=4x256KB L3=4MB  | HD Graphics            | Sì              | Sì              | Sì              | Sì              | Sì              | Sì              | Arrandale       |
| Core i7-640LM                  | gennaio 2010      | BGA-1288           | 2               | 2,13 GHz (2,933 GHz) | 16x             | 32 nm 382 mil.         | 1.4 V           | 25 W            | 2-DDR3 1066                            | 133 MHz         | 2,5 GT/s        | 1x16                    | L1=4x64KB L2=4x256KB L3=4MB  | HD Graphics            | Sì              | Sì              | Sì              | Sì              | Sì              | Sì              | Arrandale       |
| Core i7-640UM                  | gennaio 2010      | BGA-1288           | 2               | 1,2 GHz (2,266 GHz)  | 9x              | 32 nm 382 mil.         | 1.4 V           | 18 W            | 2-DDR3 800                             | 133 MHz         | 2,5 GT/s        | 1x16                    | L1=4x64KB L2=4x256KB L3=4MB  | HD Graphics            | Sì              | Sì              | Sì              | Sì              | Sì              | Sì              | Arrandale       |
| Core i7-660LM                  | settembre 2010    | BGA-1288           | 2               | 2,26 GHz (3,06 GHz)  | 17x             | 32 nm 382 mil.         | 1.4 V           | 25 W            | 2-DDR3 1066                            | 133 MHz         | 2,5 GT/s        | 1x16                    | L1=4x64KB L2=4x256KB L3=4MB  | HD Graphics            | Sì              | Sì              | Sì              | Sì              | Sì              | Sì              | Arrandale       |
| Core i7-660UE                  | agosto 2010       | BGA-1288           | 2               | 1,33 GHz (2,4 GHz)   | 9x              | 32 nm 382 mil.         | 1.4 V           | 18 W            | 2-DDR3 800                             | 133 MHz         | 2,5 GT/s        | 1x16, 2x8               | L1=4x64KB L2=4x256KB L3=4MB  | HD Graphics            | Sì              | Sì              | Sì              | Sì              | Sì              | Sì              | Arrandale       |
| Core i7-660UM                  | maggio 2010       | BGA-1288           | 2               | 1,33 GHz (2,4 GHz)   | 10x             | 32 nm 382 mil.         | 1.4 V           | 18 W            | 2-DDR3 800                             | 133 MHz         | 2,5 GT/s        | 1x16                    | L1=4x64KB L2=4x256KB L3=4MB  | HD Graphics            | Sì              | Sì              | Sì              | Sì              | Sì              | Sì              | Arrandale       |
| Core i7-680UM                  | settembre 2010    | BGA-1288           | 2               | 1,46 GHz (2,53 GHz)  | 11x             | 32 nm 382 mil.         | 1.4 V           | 18 W            | 2-DDR3 800                             | 133 MHz         | 2,5 GT/s        | 1x16                    | L1=4x64KB L2=4x256KB L3=4MB  | HD Graphics            | Sì              | Sì              | Sì              | Sì              | Sì              | Sì              | Arrandale       |
| Core i7-720QM                  | settembre 2009    | Socket G1          | 4               | 1,6 GHz (2,8 GHz)    | 12x             | 45 nm 774 mil.         | 1.4 V           | 45 W            | 2-DDR3 1333                            | 133 MHz         | 2,5 GT/s        | 1x16, 2x8               | L1=4x64KB L2=4x256KB L3=6MB  | No                     | Sì              | Sì              | Sì              | Sì              | Sì              | Sì              | Clarksfield     |
| Core i7-740QM                  | giugno 2010       | Socket G1          | 4               | 1,73 GHz (2,93 GHz)  | 13x             | 45 nm 774 mil.         | 1.4 V           | 45 W            | 2-DDR3 1333                            | 133 MHz         | 2,5 GT/s        | 1x16, 2x8               | L1=4x64KB L2=4x256KB L3=6MB  | No                     | Sì              | Sì              | Sì              | Sì              | Sì              | Sì              | Clarksfield     |
| Core i7-820QM                  | settembre 2009    | Socket G1          | 4               | 1,73 GHz (3,06 GHz)  | 13x             | 45 nm 774 mil.         | 1.4 V           | 45 W            | 2-DDR3 1333                            | 133 MHz         | 2,5 GT/s        | 1x16, 2x8               | L1=4x64KB L2=4x256KB L3=8MB  | No                     | Sì              | Sì              | Sì              | Sì              | Sì              | Sì              | Clarksfield     |
| Core i7-840QM                  | giugno 2010       | Socket G1          | 4               | 1,87 GHz (3,2 GHz)   | 14x             | 45 nm 774 mil.         | 1.4 V           | 45 W            | 2-DDR3 1333                            | 133 MHz         | 2,5 GT/s        | 1x16, 2x8               | L1=4x64KB L2=4x256KB L3=8MB  | No                     | Sì              | Sì              | Sì              | Sì              | Sì              | Sì              | Clarksfield     |
| Core i7-920XM Extreme Edition  | 23 settembre 2009 | Socket G1          | 4               | 2 GHz (3,2 GHz)      | 15x             | 45 nm 774 mil.         | 1.4 V           | 55 W            | 2-DDR3 1333                            | 133 MHz         | 2,5 GT/s        | 1x16, 2x8               | L1=4x64KB L2=4x256KB L3=8MB  | No                     | Sì              | Sì              | Sì              | Sì              | Sì              | Sì              | Clarksfield     |
| Core i7-940XM Extreme Edition  | giugno 2010       | Socket G1          | 4               | 2,13 GHz (3,33 GHz)  | 16x             | 45 nm 774 mil.         | 1.4 V           | 55 W            | 2-DDR3 1333                            | 133 MHz         | 2,5 GT/s        | 1x16, 2x8               | L1=4x64KB L2=4x256KB L3=8MB  | No                     | Sì              | Sì              | Sì              | Sì              | Sì              | Sì              | Clarksfield     |
| Core i7-2610UE                 | febbraio 2011     | BGA-1023           | 2               | 1,5 GHz (2,4 GHz)    | 15x             | 32 nm 624 mil.         | 1.4 V           | 17 W            | 2-DDR3 1333                            | 100 MHz         | 5 GT/s          | 1x16, 2x8, 1x8 + 2x4    | L1=2x64KB L2=2x256KB L3=4MB  | HD Graphics 3000       | Sì              | Sì              | Sì              | Sì              | Sì              | Sì              | Sandy Bridge    |
| Core i7-2617M                  | febbraio 2011     | BGA-1023           | 2               | 1,5 GHz (2,6 GHz)    | 15x             | 32 nm 624 mil.         | 1.4 V           | 17 W            | 2-DDR3 1333                            | 100 MHz         | 5 GT/s          | 1x16, 2x8, 1x8 + 2x4    | L1=2x64KB L2=2x256KB L3=4MB  | HD Graphics 3000       | Sì              | Sì              | Sì              | Sì              | Sì              | Sì              | Sandy Bridge    |
| Core i7-2620M                  | febbraio 2011     | Socket G2 BGA-1023 | 2               | 2,7 GHz (3,4 GHz)    | 27x             | 32 nm 624 mil.         | 1.4 V           | 35 W            | 2-DDR3 1333                            | 100 MHz         | 5 GT/s          | 1x16, 2x8, 1x8 + 2x4    | L1=2x64KB L2=2x256KB L3=4MB  | HD Graphics 3000       | Sì              | Sì              | Sì              | Sì              | Sì              | Sì              | Sandy Bridge    |
| Core i7-2629M                  | febbraio 2011     | BGA-1023           | 2               | 2,1 GHz (3 GHz)      | 21x             | 32 nm 624 mil.         | 1.4 V           | 25 W            | 2-DDR3 1333                            | 100 MHz         | 5 GT/s          | 1x16, 2x8, 1x8 + 2x4    | L1=2x64KB L2=2x256KB L3=4MB  | HD Graphics 3000       | Sì              | Sì              | Sì              | Sì              | Sì              | Sì              | Sandy Bridge    |
| Core i7-2637M                  | giugno 2011       | BGA-1023           | 2               | 1,7 GHz (2,8 GHz)    | 17x             | 32 nm 624 mil.         | 1.4 V           | 17 W            | 2-DDR3 1333                            | 100 MHz         | 5 GT/s          | 1x16, 2x8, 1x8 + 2x4    | L1=2x64KB L2=2x256KB L3=4MB  | HD Graphics 3000       | Sì              | Sì              | Sì              | Sì              | Sì              | Sì              | Sandy Bridge    |
| Core i7-2640M                  | settembre 2011    | Socket G2 BGA-1023 | 2               | 2,8 GHz (3,5 GHz)    | 28x             | 32 nm 624 mil.         | 1.4 V           | 35 W            | 2-DDR3 1333                            | 100 MHz         | 5 GT/s          | 1x16, 2x8, 1x8 + 2x4    | L1=2x64KB L2=2x256KB L3=4MB  | HD Graphics 3000       | Sì              | Sì              | Sì              | Sì              | Sì              | Sì              | Sandy Bridge    |
| Core i7-2649M                  | febbraio 2011     | BGA-1023           | 2               | 2,3 GHz (3,2 GHz)    | 23x             | 32 nm 624 mil.         | 1.4 V           | 25 W            | 2-DDR3 1333                            | 100 MHz         | 5 GT/s          | 1x16, 2x8, 1x8 + 2x4    | L1=2x64KB L2=2x256KB L3=4MB  | HD Graphics 3000       | Sì              | Sì              | Sì              | Sì              | Sì              | Sì              | Sandy Bridge    |
| Core i7-2655LE                 | febbraio 2011     | BGA-1023           | 2               | 2,2 GHz (2,9 GHz)    | 22x             | 32 nm 624 mil.         | 1.4 V           | 25 W            | 2-DDR3 1333                            | 100 MHz         | 5 GT/s          | 1x16, 2x8, 1x8 + 2x4    | L1=2x64KB L2=2x256KB L3=4MB  | HD Graphics 3000       | Sì              | Sì              | Sì              | Sì              | Sì              | Sì              | Sandy Bridge    |
| Core i7-2657M                  | febbraio 2011     | BGA-1023           | 2               | 1,6 GHz (2,7 GHz)    | 16x             | 32 nm 624 mil.         | 1.4 V           | 17 W            | 2-DDR3 1333                            | 100 MHz         | 5 GT/s          | 1x16, 2x8, 1x8 + 2x4    | L1=2x64KB L2=2x256KB L3=4MB  | HD Graphics 3000       | Sì              | Sì              | Sì              | Sì              | Sì              | Sì              | Sandy Bridge    |
| Core i7-2677M                  | giugno 2011       | BGA-1023           | 2               | 1,8 GHz (2,9 GHz)    | 18x             | 32 nm 624 mil.         | 1.4 V           | 17 W            | 2-DDR3 1333                            | 100 MHz         | 5 GT/s          | 1x16, 2x8, 1x8 + 2x4    | L1=2x64KB L2=2x256KB L3=4MB  | HD Graphics 3000       | Sì              | Sì              | Sì              | Sì              | Sì              | Sì              | Sandy Bridge    |
| Core i7-2630QM                 | gennaio 2011      | Socket G2          | 4               | 2 GHz (2,9 GHz)      | 20x             | 32 nm 1,16 bil.        | 1.4 V           | 45 W            | 2-DDR3 1600                            | 100 MHz         | 5 GT/s          | 1x16, 2x8, 1x8 + 2x4    | L1=4x64KB L2=4x256KB L3=6MB  | HD Graphics 3000       | Sì              | Sì              | Sì              | Sì              | Sì              | Sì              | Sandy Bridge    |
| Core i7-2635QM                 | gennaio 2011      | BGA-1224           | 4               | 2 GHz (2,9 GHz)      | 20x             | 32 nm 1,16 bil.        | 1.4 V           | 45 W            | 2-DDR3 1600                            | 100 MHz         | 5 GT/s          | 1x16, 2x8, 1x8 + 2x4    | L1=4x64KB L2=4x256KB L3=6MB  | HD Graphics 3000       | Sì              | Sì              | Sì              | Sì              | Sì              | Sì              | Sandy Bridge    |
| Core i7-2670QM                 | ottobre 2011      | Socket G2          | 4               | 2,2 GHz (3,1 GHz)    | 22x             | 32 nm 1,16 bil.        | 1.4 V           | 45 W            | 2-DDR3 1600                            | 100 MHz         | 5 GT/s          | 1x16, 2x8, 1x8 + 2x4    | L1=4x64KB L2=4x256KB L3=6MB  | HD Graphics 3000       | Sì              | Sì              | Sì              | Sì              | Sì              | Sì              | Sandy Bridge    |
| Core i7-2675QM                 | ottobre 2011      | BGA-1224           | 4               | 2,2 GHz (3,1 GHz)    | 22x             | 32 nm 1,16 bil.        | 1.4 V           | 45 W            | 2-DDR3 1600                            | 100 MHz         | 5 GT/s          | 1x16, 2x8, 1x8 + 2x4    | L1=4x64KB L2=4x256KB L3=6MB  | HD Graphics 3000       | Sì              | Sì              | Sì              | Sì              | Sì              | Sì              | Sandy Bridge    |
| Core i7-2710QE                 | gennaio 2011      | Socket G2          | 4               | 2,1 GHz (3 GHz)      | 21x             | 32 nm 1,16 bil.        | 1.4 V           | 45 W            | 2-DDR3 1600                            | 100 MHz         | 5 GT/s          | 1x16, 2x8, 1x8 + 2x4    | L1=4x64KB L2=4x256KB L3=6MB  | HD Graphics 3000       | Sì              | Sì              | Sì              | Sì              | Sì              | Sì              | Sandy Bridge    |
| Core i7-2715QE                 | gennaio 2011      | BGA-1023           | 4               | 2,1 GHz (3 GHz)      | 21x             | 32 nm 1,16 bil.        | 1.4 V           | 45 W            | 2-DDR3 1600                            | 100 MHz         | 5 GT/s          | 1x16, 2x8, 1x8 + 2x4    | L1=4x64KB L2=4x256KB L3=6MB  | HD Graphics 3000       | Sì              | Sì              | Sì              | Sì              | Sì              | Sì              | Sandy Bridge    |
| Core i7-2720QM                 | gennaio 2011      | Socket G2 BGA-1224 | 4               | 2,2 GHz (3,3 GHz)    | 22x             | 32 nm 1,16 bil.        | 1.4 V           | 45 W            | 2-DDR3 1600                            | 100 MHz         | 5 GT/s          | 1x16, 2x8, 1x8 + 2x4    | L1=4x64KB L2=4x256KB L3=6MB  | HD Graphics 3000       | Sì              | Sì              | Sì              | Sì              | Sì              | Sì              | Sandy Bridge    |
| Core i7-2760QM                 | settembre 2011    | Socket G2 BGA-1224 | 4               | 2,4 GHz (3,5 GHz)    | 24x             | 32 nm 1,16 bil.        | 1.4 V           | 45 W            | 2-DDR3 1600                            | 100 MHz         | 5 GT/s          | 1x16, 2x8, 1x8 + 2x4    | L1=4x64KB L2=4x256KB L3=6MB  | HD Graphics 3000       | Sì              | Sì              | Sì              | Sì              | Sì              | Sì              | Sandy Bridge    |
| Core i7-2820QM                 | gennaio 2011      | Socket G2 BGA-1224 | 4               | 2,3 GHz (3,4 GHz)    | 23x             | 32 nm 1,16 bil.        | 1.4 V           | 45 W            | 2-DDR3 1600                            | 100 MHz         | 5 GT/s          | 1x16, 2x8, 1x8 + 2x4    | L1=4x64KB L2=4x256KB L3=8MB  | HD Graphics 3000       | Sì              | Sì              | Sì              | Sì              | Sì              | Sì              | Sandy Bridge    |
| Core i7-2860QM                 | settembre 2011    | Socket G2 BGA-1224 | 4               | 2,5 GHz (3,6 GHz)    | 25x             | 32 nm 1,16 bil.        | 1.4 V           | 45 W            | 2-DDR3 1600                            | 100 MHz         | 5 GT/s          | 1x16, 2x8, 1x8 + 2x4    | L1=4x64KB L2=4x256KB L3=8MB  | HD Graphics 3000       | Sì              | Sì              | Sì              | Sì              | Sì              | Sì              | Sandy Bridge    |
| Core i7-2920XM Extreme Edition | gennaio 2011      | Socket G2          | 4               | 2,5 GHz (3,5 GHz)    | 25x             | 32 nm 1,16 bil.        | 1.4 V           | 55 W            | 2-DDR3 1600                            | 100 MHz         | 5 GT/s          | 1x16, 2x8, 1x8 + 2x4    | L1=4x64KB L2=4x256KB L3=8MB  | HD Graphics 3000       | Sì              | Sì              | Sì              | Sì              | Sì              | Sì              | Sandy Bridge    |
| Core i7-2960XM Extreme Edition | settembre 2011    | Socket G2          | 4               | 2,7 GHz (3,7 GHz)    | 27x             | 32 nm 1,16 bil.        | 1.4 V           | 55 W            | 2-DDR3 1600                            | 100 MHz         | 5 GT/s          | 1x16, 2x8, 1x8 + 2x4    | L1=4x64KB L2=4x256KB L3=8MB  | HD Graphics 3000       | Sì              | Sì              | Sì              | Sì              | Sì              | Sì              | Sandy Bridge    |
| Core i7-3517U                  | giugno 2012       | BGA-1023           | 2               | 1,9 GHz (3 GHz)      | 19x             | 22 nm 1.4 bil.         | 1.4 V           | 17 W            | 2-DDR3 1600                            | 100 MHz         | 5 GT/s          | 1x16, 2x8, 1x8 + 2x4    | L1=2x64KB L2=2x256KB L3=4MB  | HD Graphics 4000       | Sì              | Sì              | Sì              | Sì              | Sì              | Sì              | Ivy Bridge      |
| Core i7-3517UE                 | giugno 2012       | Socket G2 BGA-1023 | 2               | 1,7 GHz (2,8 GHz)    | 17x             | 22 nm 1.4 bil.         | 1.4 V           | 17 W            | 2-DDR3 1600                            | 100 MHz         | 5 GT/s          | 1x16, 2x8, 1x8 + 2x4    | L1=2x64KB L2=2x256KB L3=4MB  | HD Graphics 4000       | Sì              | Sì              | Sì              | Sì              | Sì              | Sì              | Ivy Bridge      |
| Core i7-3520M                  | giugno 2012       | BGA-1023           | 2               | 2,9 GHz (3,6 GHz)    | 29x             | 22 nm 1.4 bil.         | 1.4 V           | 35 W            | 2-DDR3 1600                            | 100 MHz         | 5 GT/s          | 1x16, 2x8, 1x8 + 2x4    | L1=2x64KB L2=2x256KB L3=4MB  | HD Graphics 4000       | Sì              | Sì              | Sì              | Sì              | Sì              | Sì              | Ivy Bridge      |
| Core i7-3555LE                 | giugno 2012       | BGA-1023           | 2               | 2,5 GHz (3,2 GHz)    | 25x             | 22 nm 1.4 bil.         | 1.4 V           | 25 W            | 2-DDR3 1600                            | 100 MHz         | 5 GT/s          | 1x16, 2x8, 1x8 + 2x4    | L1=2x64KB L2=2x256KB L3=4MB  | HD Graphics 4000       | Sì              | Sì              | Sì              | Sì              | Sì              | Sì              | Ivy Bridge      |
| Core i7-3667U                  | giugno 2012       | BGA-1023           | 2               | 2 GHz (3,2 GHz)      | 20x             | 22 nm 1.4 bil.         | 1.4 V           | 17 W            | 2-DDR3 1600                            | 100 MHz         | 5 GT/s          | 1x16, 2x8, 1x8 + 2x4    | L1=2x64KB L2=2x256KB L3=4MB  | HD Graphics 4000       | Sì              | Sì              | Sì              | Sì              | Sì              | Sì              | Ivy Bridge      |
| Core i7-3610QM                 | aprile 2012       | Socket G2          | 4               | 2,3 GHz (3,3 GHz)    | 23x             | 22 nm 1.4 bil.         | 1.4 V           | 45 W            | 2-DDR3 1600                            | 100 MHz         | 5 GT/s          | 1x16, 2x8, 1x8 + 2x4    | L1=4x64KB L2=4x256KB L3=6MB  | HD Graphics 4000       | Sì              | Sì              | Sì              | Sì              | Sì              | Sì              | Ivy Bridge      |
| Core i7-3610QE                 | aprile 2012       | Socket G2          | 4               | 2,3 GHz (3,3 GHz)    | 23x             | 22 nm 1.4 bil.         | 1.4 V           | 45 W            | 2-DDR3 1600                            | 100 MHz         | 5 GT/s          | 1x16, 2x8, 1x8 + 2x4    | L1=4x64KB L2=4x256KB L3=6MB  | HD Graphics 4000       | Sì              | Sì              | Sì              | Sì              | Sì              | Sì              | Ivy Bridge      |
| Core i7-3612QM                 | aprile 2012       | Socket G2 BGA-1224 | 4               | 2,1 GHz (3,1 GHz)    | 21x             | 22 nm 1.4 bil.         | 1.4 V           | 35 W            | 2-DDR3 1600                            | 100 MHz         | 5 GT/s          | 1x16, 2x8, 1x8 + 2x4    | L1=4x64KB L2=4x256KB L3=6MB  | HD Graphics 4000       | Sì              | Sì              | Sì              | Sì              | Sì              | Sì              | Ivy Bridge      |
| Core i7-3612QE                 | aprile 2012       | BGA-1023           | 4               | 2,1 GHz (3,1 GHz)    | 21x             | 22 nm 1.4 bil.         | 1.4 V           | 35 W            | 2-DDR3 1600                            | 100 MHz         | 5 GT/s          | 1x16, 2x8, 1x8 + 2x4    | L1=4x64KB L2=4x256KB L3=6MB  | HD Graphics 4000       | Sì              | Sì              | Sì              | Sì              | Sì              | Sì              | Ivy Bridge      |
| Core i7-3615QM                 | aprile 2012       | BGA-1224           | 4               | 2,3 GHz (3,3 GHz)    | 23x             | 22 nm 1.4 bil.         | 1.4 V           | 45 W            | 2-DDR3 1600                            | 100 MHz         | 5 GT/s          | 1x16, 2x8, 1x8 + 2x4    | L1=4x64KB L2=4x256KB L3=6MB  | HD Graphics 4000       | Sì              | Sì              | Sì              | Sì              | Sì              | Sì              | Ivy Bridge      |
| Core i7-3615QE                 | aprile 2012       | BGA-1023           | 4               | 2,3 GHz (3,3 GHz)    | 23x             | 22 nm 1.4 bil.         | 1.4 V           | 45 W            | 2-DDR3 1600                            | 100 MHz         | 5 GT/s          | 1x16, 2x8, 1x8 + 2x4    | L1=4x64KB L2=4x256KB L3=6MB  | HD Graphics 4000       | Sì              | Sì              | Sì              | Sì              | Sì              | Sì              | Ivy Bridge      |
| Core i7-3630QM                 | settembre 2012    | Socket G2          | 4               | 2,4 GHz (3,4 GHz)    | 24x             | 22 nm 1.4 bil.         | 1.4 V           | 45 W            | 2-DDR3 1600                            | 100 MHz         | 5 GT/s          | 1x16, 2x8, 1x8 + 2x4    | L1=4x64KB L2=4x256KB L3=6MB  | HD Graphics 4000       | Sì              | Sì              | Sì              | Sì              | Sì              | Sì              | Ivy Bridge      |
| Core i7-3632QM                 | ottobre 2012      | Socket G2 BGA-1224 | 4               | 2,2 GHz (3,2 GHz)    | 22x             | 22 nm 1.4 bil.         | 1.4 V           | 35 W            | 2-DDR3 1600                            | 100 MHz         | 5 GT/s          | 1x16, 2x8, 1x8 + 2x4    | L1=4x64KB L2=4x256KB L3=6MB  | HD Graphics 4000       | Sì              | Sì              | Sì              | Sì              | Sì              | Sì              | Ivy Bridge      |
| Core i7-3635QM                 | settembre 2012    | BGA-1224           | 4               | 2,4 GHz (3,4 GHz)    | 24x             | 22 nm 1.4 bil.         | 1.4 V           | 45 W            | 2-DDR3 1600                            | 100 MHz         | 5 GT/s          | 1x16, 2x8, 1x8 + 2x4    | L1=4x64KB L2=4x256KB L3=6MB  | HD Graphics 4000       | Sì              | Sì              | Sì              | Sì              | Sì              | Sì              | Ivy Bridge      |
| Core i7-3720QM                 | aprile 2012       | Socket G2 BGA-1224 | 4               | 2,6 GHz (3,6 GHz)    | 26x             | 22 nm 1.4 bil.         | 1.4 V           | 45 W            | 2-DDR3 1600                            | 100 MHz         | 5 GT/s          | 1x16, 2x8, 1x8 + 2x4    | L1=4x64KB L2=4x256KB L3=6MB  | HD Graphics 4000       | Sì              | Sì              | Sì              | Sì              | Sì              | Sì              | Ivy Bridge      |
| Core i7-3740QM                 | settembre 2012    | Socket G2 BGA-1224 | 4               | 2,7 GHz (3,7 GHz)    | 27x             | 22 nm 1.4 bil.         | 1.4 V           | 45 W            | 2-DDR3 1600                            | 100 MHz         | 5 GT/s          | 1x16, 2x8, 1x8 + 2x4    | L1=4x64KB L2=4x256KB L3=6MB  | HD Graphics 4000       | Sì              | Sì              | Sì              | Sì              | Sì              | Sì              | Ivy Bridge      |
| Core i7-3820QM                 | aprile 2012       | Socket G2 BGA-1224 | 4               | 2,7 GHz (3,7 GHz)    | 27x             | 22 nm 1.4 bil.         | 1.4 V           | 45 W            | 2-DDR3 1600                            | 100 MHz         | 5 GT/s          | 1x16, 2x8, 1x8 + 2x4    | L1=4x64KB L2=4x256KB L3=8MB  | HD Graphics 4000       | Sì              | Sì              | Sì              | Sì              | Sì              | Sì              | Ivy Bridge      |
| Core i7-3840QM                 | settembre 2012    | Socket G2 BGA-1224 | 4               | 2,8 GHz (3,8 GHz)    | 28x             | 22 nm 1.4 bil.         | 1.4 V           | 45 W            | 2-DDR3 1600                            | 100 MHz         | 5 GT/s          | 1x16, 2x8, 1x8 + 2x4    | L1=4x64KB L2=4x256KB L3=8MB  | HD Graphics 4000       | Sì              | Sì              | Sì              | Sì              | Sì              | Sì              | Ivy Bridge      |
| Core i7-3920XM Extreme Edition | aprile 2012       | Socket G2          | 4               | 2,9 GHz (3,8 GHz)    | 29x             | 22 nm 1.4 bil.         | 1.4 V           | 55 W            | 2-DDR3 1600                            | 100 MHz         | 5 GT/s          | 1x16, 2x8, 1x8 + 2x4    | L1=4x64KB L2=4x256KB L3=8MB  | HD Graphics 4000       | Sì              | Sì              | Sì              | Sì              | Sì              | Sì              | Ivy Bridge      |
| Core i7-3940XM Extreme Edition | settembre 2012    | Socket G2          | 4               | 3 GHz (3,9 GHz)      | 30x             | 22 nm 1.4 bil.         | 1.4 V           | 55 W            | 2-DDR3 1600                            | 100 MHz         | 5 GT/s          | 1x16, 2x8, 1x8 + 2x4    | L1=4x64KB L2=4x256KB L3=8MB  | HD Graphics 4000       | Sì              | Sì              | Sì              | Sì              | Sì              | Sì              | Ivy Bridge      |
| Core i7-4500U                  | Giugno 2013       | BGA-1168           | 2               | 1.8 GHz (3 GHz)      | 18x             | 22 nm 1.3 bil.         | ? V             | 15 W            | 2-DDR3L 1600 2-LPDDR3 1600             | 100 MHz         | 5 GT/s          | 4x1, 2x4                | L1=2x64KB L2=2x256KB L3=4MB  | HD Graphics 4400       | Sì              | Sì              | Sì              | Sì              | Sì              | Sì              | Haswell-ULT     |
| Core i7-4510U                  | Aprile 2014       | BGA-1168           | 2               | 2 GHz (3,1 GHz)      | 20x             | 22 nm 1.3 bil.         | ? V             | 15 W            | 2-DDR3L 1600 2-LPDDR3 1600             | 100 MHz         | 5 GT/s          | 4x1, 2x4                | L1=2x64KB L2=2x256KB L3=4MB  | HD Graphics 4400       | Sì              | Sì              | Sì              | Sì              | Sì              | Sì              | Haswell-ULT     |
| Core i7-4550U                  | Giugno 2013       | BGA-1168           | 2               | 1,5 GHz (3 GHz)      | 15x             | 22 nm 1.3 bil.         | ? V             | 15 W            | 2-DDR3L 1600 2-LPDDR3 1600             | 100 MHz         | 5 GT/s          | 4x1, 2x4                | L1=2x64KB L2=2x256KB L3=4MB  | HD Graphics 5000       | Sì              | Sì              | Sì              | Sì              | Sì              | Sì              | Haswell-ULT     |
| Core i7-4558U                  | Giugno 2013       | BGA-1168           | 2               | 2,8 GHz (3,3 GHz)    | 28x             | 22 nm 1.3 bil.         | ? V             | 28 W            | 2-DDR3L 1600 2-LPDDR3 1600             | 100 MHz         | 5 GT/s          | 4x1, 2x4                | L1=2x64KB L2=2x256KB L3=4MB  | HD Graphics 5100       | Sì              | Sì              | Sì              | Sì              | Sì              | Sì              | Haswell-ULT     |
| Core i7-4578U                  | Luglio 2014       | BGA-1168           | 2               | 3 GHz (3,5 GHz)      | 30x             | 22 nm 1.3 bil.         | ? V             | 28 W            | 2-DDR3L 1600 2-LPDDR3 1600             | 100 MHz         | 5 GT/s          | 4x1, 2x4                | L1=2x64KB L2=2x256KB L3=4MB  | HD Graphics 5100       | Sì              | Sì              | Sì              | Sì              | Sì              | Sì              | Haswell-ULT     |
| Core i7-4600U                  | Settembre 2013    | BGA-1168           | 2               | 2,1 GHz (3,3 GHz)    | 21x             | 22 nm 1.3 bil.         | ? V             | 15 W            | 2-DDR3L 1600 2-LPDDR3 1600             | 100 MHz         | 5 GT/s          | 4x1, 2x4                | L1=2x64KB L2=2x256KB L3=4MB  | HD Graphics 4400       | Sì              | Sì              | Sì              | Sì              | Sì              | Sì              | Haswell-ULT     |
| Core i7-4650U                  | Giugno 2013       | BGA-1168           | 2               | 1,7 GHz (3,3 GHz)    | 17x             | 22 nm 1.3 bil.         | ? V             | 15 W            | 2-DDR3L 1600 2-LPDDR3 1600             | 100 MHz         | 5 GT/s          | 4x1, 2x4                | L1=2x64KB L2=2x256KB L3=4MB  | HD Graphics 5000       | Sì              | Sì              | Sì              | Sì              | Sì              | Sì              | Haswell-ULT     |
| Core i7-4610Y                  | Settembre 2013    | BGA-1168           | 2               | 1,7 GHz (2,9 GHz)    | 17x             | 22 nm 1.3 bil.         | ? V             | 11,5 W          | 2-DDR3L 1600 2-LPDDR3 1600             | 100 MHz         | 5 GT/s          | 4x1, 2x4                | L1=2x64KB L2=2x256KB L3=4MB  | HD Graphics 4200       | Sì              | Sì              | Sì              | Sì              | Sì              | Sì              | Haswell-ULX     |
| Core i7-4600M                  | Settembre 2013    | Socket G3          | 2               | 2,9 GHz (3,6 GHz)    | 29x             | 22 nm 1.3 bil.         | ? V             | 37 W            | 2-DDR3L 1600                           | 100 MHz         | 5 GT/s          | 1x16, 2x8, 1x8 + 2x4    | L1=2x64KB L2=2x256KB L3=4MB  | HD Graphics 4600       | Sì              | Sì              | Sì              | Sì              | Sì              | Sì              | Haswell-MB      |
| Core i7-4610M                  | Febbraio 2014     | Socket G3          | 2               | 3 GHz (3,7 GHz)      | 30x             | 22 nm 1.3 bil.         | ? V             | 37 W            | 2-DDR3L 1600                           | 100 MHz         | 5 GT/s          | 1x16, 2x8, 1x8 + 2x4    | L1=2x64KB L2=2x256KB L3=4MB  | HD Graphics 4600       | Sì              | Sì              | Sì              | Sì              | Sì              | Sì              | Haswell-MB      |
| Core i7-4700 m²                | Giugno 2013       | Socket G3          | 4               | 2,4 GHz (3,4 GHz)    | 24x             | 22 nm 1.4 bil.         | ? V             | 47 W            | 2-DDR3L 1600                           | 100 MHz         | 5 GT/s          | 1x16, 2x8, 1x8 + 2x4    | L1=4x64KB L2=4x256KB L3=6MB  | HD Graphics 4600       | Sì              | Sì              | Sì              | Sì              | Sì              | Sì              | Haswell-MB      |
| Core i7-4702 m²                | Giugno 2013       | Socket G3          | 4               | 2,2 GHz (3,2 GHz)    | 22x             | 22 nm 1.4 bil.         | ? V             | 37 W            | 2-DDR3L 1600                           | 100 MHz         | 5 GT/s          | 1x16, 2x8, 1x8 + 2x4    | L1=4x64KB L2=4x256KB L3=6MB  | HD Graphics 4600       | Sì              | Sì              | Sì              | Sì              | Sì              | Sì              | Haswell-MB      |
| Core i7-4710 m²                | Aprile 2014       | Socket G3          | 4               | 2,5 GHz (3,5 GHz)    | 25x             | 22 nm 1.4 bil.         | ? V             | 47 W            | 2-DDR3L 1600                           | 100 MHz         | 5 GT/s          | 1x16, 2x8, 1x8 + 2x4    | L1=4x64KB L2=4x256KB L3=6MB  | HD Graphics 4600       | Sì              | Sì              | Sì              | Sì              | Sì              | Sì              | Haswell-MB      |
| Core i7-4712 m²                | Aprile 2014       | Socket G3          | 4               | 2,3 GHz (3,3 GHz)    | 23x             | 22 nm 1.4 bil.         | ? V             | 37 W            | 2-DDR3L 1600                           | 100 MHz         | 5 GT/s          | 1x16, 2x8, 1x8 + 2x4    | L1=4x64KB L2=4x256KB L3=6MB  | HD Graphics 4600       | Sì              | Sì              | Sì              | Sì              | Sì              | Sì              | Haswell-MB      |
| Core i7-4800 m²                | Giugno 2013       | Socket G3          | 4               | 2,7 GHz (3,7 GHz)    | 27x             | 22 nm 1.4 bil.         | ? V             | 47 W            | 2-DDR3L 1600                           | 100 MHz         | 5 GT/s          | 1x16, 2x8, 1x8 + 2x4    | L1=4x64KB L2=4x256KB L3=6MB  | HD Graphics 4600       | Sì              | Sì              | Sì              | Sì              | Sì              | Sì              | Haswell-MB      |
| Core i7-4810 m²                | Febbraio 2014     | Socket G3          | 4               | 2,8 GHz (3,8 GHz)    | 28x             | 22 nm 1.4 bil.         | ? V             | 47 W            | 2-DDR3L 1600                           | 100 MHz         | 5 GT/s          | 1x16, 2x8, 1x8 + 2x4    | L1=4x64KB L2=4x256KB L3=6MB  | HD Graphics 4600       | Sì              | Sì              | Sì              | Sì              | Sì              | Sì              | Haswell-MB      |
| Core i7-4900 m²                | Giugno 2013       | Socket G3          | 4               | 2,8 GHz (3,8 GHz)    | 28x             | 22 nm 1.4 bil.         | ? V             | 47 W            | 2-DDR3L 1600                           | 100 MHz         | 5 GT/s          | 1x16, 2x8, 1x8 + 2x4    | L1=4x64KB L2=4x256KB L3=8MB  | HD Graphics 4600       | Sì              | Sì              | Sì              | Sì              | Sì              | Sì              | Haswell-MB      |
| Core i7-4910 m²                | Febbraio 2014     | Socket G3          | 4               | 2,9 GHz (3,9 GHz)    | 29x             | 22 nm 1.4 bil.         | ? V             | 47 W            | 2-DDR3L 1600                           | 100 MHz         | 5 GT/s          | 1x16, 2x8, 1x8 + 2x4    | L1=4x64KB L2=4x256KB L3=8MB  | HD Graphics 4600       | Sì              | Sì              | Sì              | Sì              | Sì              | Sì              | Haswell-MB      |
| Core i7-4930MX Extreme Edition | Giugno 2013       | Socket G3          | 4               | 3 GHz (3,9 GHz)      | 30x             | 22 nm 1.4 bil.         | ? V             | 57 W            | 2-DDR3L 1600                           | 100 MHz         | 5 GT/s          | 1x16, 2x8, 1x8 + 2x4    | L1=4x64KB L2=4x256KB L3=8MB  | HD Graphics 4600       | Sì              | Sì              | Sì              | Sì              | Sì              | Sì              | Haswell-MB      |
| Core i7-4940MX Extreme Edition | Febbraio 2014     | Socket G3          | 4               | 3,1 GHz (4 GHz)      | 31x             | 22 nm 1.4 bil.         | ? V             | 57 W            | 2-DDR3L 1600                           | 100 MHz         | 5 GT/s          | 1x16, 2x8, 1x8 + 2x4    | L1=4x64KB L2=4x256KB L3=8MB  | HD Graphics 4600       | Sì              | Sì              | Sì              | Sì              | Sì              | Sì              | Haswell-MB      |
| Core i7-4700EC                 | Marzo 2014        | BGA-1364           | 4               | 2,7 GHz              | 27x             | 22 nm 1.4 bil.         | ? V             | 43 W            | 2-DDR3L 1600                           | 100 MHz         | 5 GT/s          | 1x16, 2x8, 1x8 + 2x4    | L1=4x64KB L2=4x256KB L3=8MB  | No                     | Sì              | Sì              | Sì              | Sì              | Sì              | Sì              | Haswell-H       |
| Core i7-4700EQ                 | Giugno 2013       | BGA-1364           | 4               | 2,4 GHz (3,4 GHz)    | 24x             | 22 nm 1.4 bil.         | ? V             | 47 W            | 2-DDR3L 1600                           | 100 MHz         | 5 GT/s          | 1x16, 2x8, 1x8 + 2x4    | L1=4x64KB L2=4x256KB L3=6MB  | HD Graphics 4600       | Sì              | Sì              | Sì              | Sì              | Sì              | Sì              | Haswell-H       |
| Core i7-4700HQ                 | Giugno 2013       | BGA-1364           | 4               | 2,4 GHz (3,4 GHz)    | 24x             | 22 nm 1.4 bil.         | ? V             | 47 W            | 2-DDR3L 1600                           | 100 MHz         | 5 GT/s          | 1x16, 2x8, 1x8 + 2x4    | L1=4x64KB L2=4x256KB L3=6MB  | HD Graphics 4600       | Sì              | Sì              | Sì              | Sì              | Sì              | Sì              | Haswell-H       |
| Core i7-4701EQ                 | Q3 2013           | BGA-1364           | 4               | 2,4 GHz (3,4 GHz)    | 24x             | 22 nm 1.4 bil.         | ? V             | 47 W            | 2-DDR3L 1600                           | 100 MHz         | 5 GT/s          | 1x16, 2x8, 1x8 + 2x4    | L1=4x64KB L2=4x256KB L3=6MB  | HD Graphics 4600       | Sì              | Sì              | Sì              | Sì              | Sì              | Sì              | Haswell-H       |
| Core i7-4702EC                 | Marzo 2014        | BGA-1364           | 4               | 2 GHz                | 20x             | 22 nm 1.4 bil.         | ? V             | 27 W            | 2-DDR3L 1600                           | 100 MHz         | 5 GT/s          | 1x16, 2x8, 1x8 + 2x4    | L1=4x64KB L2=4x256KB L3=8MB  | No                     | Sì              | Sì              | Sì              | Sì              | Sì              | Sì              | Haswell-H       |
| Core i7-4702HQ                 | Giugno 2013       | BGA-1364           | 4               | 2,2 GHz (3,2 GHz)    | 22x             | 22 nm 1.4 bil.         | ? V             | 37 W            | 2-DDR3L 1600                           | 100 MHz         | 5 GT/s          | 1x16, 2x8, 1x8 + 2x4    | L1=4x64KB L2=4x256KB L3=6MB  | HD Graphics 4600       | Sì              | Sì              | Sì              | Sì              | Sì              | Sì              | Haswell-H       |
| Core i7-4710HQ                 | Aprile 2014       | BGA-1364           | 4               | 2,5 GHz (3,5 GHz)    | 25x             | 22 nm 1.4 bil.         | ? V             | 47 W            | 2-DDR3L 1600                           | 100 MHz         | 5 GT/s          | 1x16, 2x8, 1x8 + 2x4    | L1=4x64KB L2=4x256KB L3=6MB  | HD Graphics 4600       | Sì              | Sì              | Sì              | Sì              | Sì              | Sì              | Haswell-H       |
| Core i7-4712HQ                 | Aprile 2014       | BGA-1364           | 4               | 2,3 GHz (3,3 GHz)    | 23x             | 22 nm 1.4 bil.         | ? V             | 37 W            | 2-DDR3L 1600                           | 100 MHz         | 5 GT/s          | 1x16, 2x8, 1x8 + 2x4    | L1=4x64KB L2=4x256KB L3=6MB  | HD Graphics 4600       | Sì              | Sì              | Sì              | Sì              | Sì              | Sì              | Haswell-H       |
| Core i7-4720HQ                 | Gennaio 2015      | BGA-1364           | 4               | 2,6 GHz (3,6 GHz)    | 26x             | 22 nm 1.4 bil.         | ? V             | 47 W            | 2-DDR3L 1600                           | 100 MHz         | 5 GT/s          | 1x16, 2x8, 1x8 + 2x4    | L1=4x64KB L2=4x256KB L3=6MB  | HD Graphics 4600       | Sì              | Sì              | Sì              | Sì              | Sì              | Sì              | Haswell-H       |
| Core i7-4722HQ                 | Gennaio 2015      | BGA-1364           | 4               | 2,4 GHz (3,4 GHz)    | 24x             | 22 nm 1.4 bil.         | ? V             | 37 W            | 2-DDR3L 1600                           | 100 MHz         | 5 GT/s          | 1x16, 2x8, 1x8 + 2x4    | L1=4x64KB L2=4x256KB L3=6MB  | HD Graphics 4600       | Sì              | Sì              | Sì              | Sì              | Sì              | Sì              | Haswell-H       |
| Core i7-4750HQ                 | Giugno 2013       | BGA-1364           | 4               | 2 GHz (3,2 GHz)      | 20x             | 22 nm 1.4 bil.         | ? V             | 47 W            | 2-DDR3L 1600                           | 100 MHz         | 5 GT/s          | 1x16, 2x8, 1x8 + 2x4    | L1=4x64KB L2=4x256KB L3=6MB  | Iris Pro Graphics 5200 | Sì              | Sì              | Sì              | Sì              | Sì              | Sì              | Haswell-H       |
| Core i7-4760HQ                 | Aprile 2014       | BGA-1364           | 4               | 2,1 GHz (3,3 GHz)    | 21x             | 22 nm 1.4 bil.         | ? V             | 47 W            | 2-DDR3L 1600                           | 100 MHz         | 5 GT/s          | 1x16, 2x8, 1x8 + 2x4    | L1=4x64KB L2=4x256KB L3=6MB  | Iris Pro Graphics 5200 | Sì              | Sì              | Sì              | Sì              | Sì              | Sì              | Haswell-H       |
| Core i7-4770HQ                 | Luglio 2014       | BGA-1364           | 4               | 2,2 GHz (3,4 GHz)    | 22x             | 22 nm 1.4 bil.         | ? V             | 47 W            | 2-DDR3L 1600                           | 100 MHz         | 5 GT/s          | 1x16, 2x8, 1x8 + 2x4    | L1=4x64KB L2=4x256KB L3=6MB  | Iris Pro Graphics 5200 | Sì              | Sì              | Sì              | Sì              | Sì              | Sì              | Haswell-H       |
| Core i7-4850EQ                 | Agosto 2013       | BGA-1364           | 4               | 1,6 GHz (3,2 GHz)    | 16x             | 22 nm 1.4 bil.         | ? V             | 47 W            | 2-DDR3L 1600                           | 100 MHz         | 5 GT/s          | 1x16, 2x8, 1x8 + 2x4    | L1=4x64KB L2=4x256KB L3=6MB  | Iris Pro Graphics 5200 | Sì              | Sì              | Sì              | Sì              | Sì              | Sì              | Haswell-H       |
| Core i7-4850HQ                 | Giugno 2013       | BGA-1364           | 4               | 2,3 GHz (3,5 GHz)    | 23x             | 22 nm 1.4 bil.         | ? V             | 47 W            | 2-DDR3L 1600                           | 100 MHz         | 5 GT/s          | 1x16, 2x8, 1x8 + 2x4    | L1=4x64KB L2=4x256KB L3=6MB  | Iris Pro Graphics 5200 | Sì              | Sì              | Sì              | Sì              | Sì              | Sì              | Haswell-H       |
| Core i7-4860EQ                 | Agosto 2013       | BGA-1364           | 4               | 1,8 GHz (3,2 GHz)    | 18x             | 22 nm 1.4 bil.         | ? V             | 47 W            | 2-DDR3L 1600                           | 100 MHz         | 5 GT/s          | 1x16, 2x8, 1x8 + 2x4    | L1=4x64KB L2=4x256KB L3=6MB  | Iris Pro Graphics 5200 | Sì              | Sì              | Sì              | Sì              | Sì              | Sì              | Haswell-H       |
| Core i7-4860HQ                 | Febbraio 2014     | BGA-1364           | 4               | 2,4 GHz (3,6 GHz)    | 24x             | 22 nm 1.4 bil.         | ? V             | 47 W            | 2-DDR3L 1600                           | 100 MHz         | 5 GT/s          | 1x16, 2x8, 1x8 + 2x4    | L1=4x64KB L2=4x256KB L3=6MB  | Iris Pro Graphics 5200 | Sì              | Sì              | Sì              | Sì              | Sì              | Sì              | Haswell-H       |
| Core i7-4870HQ                 | Luglio 2014       | BGA-1364           | 4               | 2,5 GHz (3,7 GHz)    | 25x             | 22 nm 1.4 bil.         | ? V             | 47 W            | 2-DDR3L 1600                           | 100 MHz         | 5 GT/s          | 1x16, 2x8, 1x8 + 2x4    | L1=4x64KB L2=4x256KB L3=6MB  | Iris Pro Graphics 5200 | Sì              | Sì              | Sì              | Sì              | Sì              | Sì              | Haswell-H       |
| Core i7-4950HQ                 | Giugno 2013       | BGA-1364           | 4               | 2,4 GHz (3,6 GHz)    | 24x             | 22 nm 1.4 bil.         | ? V             | 47 W            | 2-DDR3L 1600                           | 100 MHz         | 5 GT/s          | 1x16, 2x8, 1x8 + 2x4    | L1=4x64KB L2=4x256KB L3=6MB  | Iris Pro Graphics 5200 | Sì              | Sì              | Sì              | Sì              | Sì              | Sì              | Haswell-H       |
| Core i7-4960HQ                 | Settembre 2013    | BGA-1364           | 4               | 2,6 GHz (3,8 GHz)    | 26x             | 22 nm 1.4 bil.         | ? V             | 47 W            | 2-DDR3L 1600                           | 100 MHz         | 5 GT/s          | 1x16, 2x8, 1x8 + 2x4    | L1=4x64KB L2=4x256KB L3=6MB  | Iris Pro Graphics 5200 | Sì              | Sì              | Sì              | Sì              | Sì              | Sì              | Haswell-H       |
| Core i7-4980HQ                 | Luglio 2014       | BGA-1364           | 4               | 2,8 GHz (4 GHz)      | 28x             | 22 nm 1.4 bil.         | ? V             | 47 W            | 2-DDR3L 1600                           | 100 MHz         | 5 GT/s          | 1x16, 2x8, 1x8 + 2x4    | L1=4x64KB L2=4x256KB L3=6MB  | Iris Pro Graphics 5200 | Sì              | Sì              | Sì              | Sì              | Sì              | Sì              | Haswell-H       |
| Core i7-5500U                  | Gennaio 2015      | BGA-1168           | 2               | 2,4 GHz (3 GHz)      | 24x             | 14 nm                  | ? V             | 15 W            | 2-DDR3L 1600L 2-LPDDR3 1866            | 100 MHz         | 5 GT/s          | 4x1, 2x4                | L1=2x64KB L2=2x256KB L3=4MB  | HD Graphics 5500       | Sì              | Sì              | Sì              | Sì              | Sì              | Sì              | Broadwell-U     |
| Core i7-5550U                  | Gennaio 2015      | BGA-1168           | 2               | 2 GHz (3 GHz)        | 20x             | 14 nm                  | ? V             | 15 W            | 2-DDR3L 1600L 2-LPDDR3 1866            | 100 MHz         | 5 GT/s          | 4x1, 2x4                | L1=2x64KB L2=2x256KB L3=4MB  | HD Graphics 6000       | Sì              | Sì              | Sì              | Sì              | Sì              | Sì              | Broadwell-U     |
| Core i7-5557U                  | Gennaio 2015      | BGA-1168           | 2               | 3,1 GHz (3,4 GHz)    | 31x             | 14 nm                  | ? V             | 28 W            | 2-DDR3L 1600L 2-LPDDR3 1866            | 100 MHz         | 5 GT/s          | 4x1, 2x4                | L1=2x64KB L2=2x256KB L3=4MB  | Iris Graphics 6100     | Sì              | Sì              | Sì              | Sì              | Sì              | Sì              | Broadwell-U     |
| Core i7-5600U                  | Gennaio 2015      | BGA-1168           | 2               | 2,6 GHz (3,2 GHz)    | 26x             | 14 nm                  | ? V             | 15 W            | 2-DDR3L 1600L 2-LPDDR3 1866            | 100 MHz         | 5 GT/s          | 4x1, 2x4                | L1=2x64KB L2=2x256KB L3=4MB  | HD Graphics 5500       | Sì              | Sì              | Sì              | Sì              | Sì              | Sì              | Broadwell-U     |
| Core i7-5650U                  | Gennaio 2015      | BGA-1168           | 2               | 2,2 GHz (3,1 GHz)    | 22x             | 14 nm                  | ? V             | 15 W            | 2-DDR3L 1600L 2-LPDDR3 1866            | 100 MHz         | 5 GT/s          | 4x1, 2x4                | L1=2x64KB L2=2x256KB L3=4MB  | HD Graphics 6000       | Sì              | Sì              | Sì              | Sì              | Sì              | Sì              | Broadwell-U     |
| Core i7-5700EQ                 | Giugno 2015       | BGA-1364           | 4               | 2,6 GHz (3,4 GHz)    | 26x             | 14 nm                  | ? V             | 47 W            | 2-DDR3L 1600L 2-LPDDR3 1866            | 100 MHz         | 5 GT/s          | 1x16, 2x8, 1x8 + 2x4    | L1=4x64KB L2=4x256KB L3=6MB  | HD Graphics 5600       | Sì              | Sì              | Sì              | Sì              | Sì              | Sì              | Broadwell-H     |
| Core i7-5700HQ                 | Giugno 2015       | BGA-1364           | 4               | 2,7 GHz (3,5 GHz)    | 27x             | 14 nm                  | ? V             | 47 W            | 2-DDR3L 1600L 2-LPDDR3 1866            | 100 MHz         | 5 GT/s          | 1x16, 2x8, 1x8 + 2x4    | L1=4x64KB L2=4x256KB L3=6MB  | HD Graphics 5600       | Sì              | Sì              | Sì              | Sì              | Sì              | Sì              | Broadwell-H     |
| Core i7-5750HQ                 | Giugno 2015       | BGA-1364           | 4               | 2,5 GHz (3,4 GHz)    | 25x             | 14 nm                  | ? V             | 47 W            | 2-DDR3L 1600L 2-LPDDR3 1866            | 100 MHz         | 5 GT/s          | 1x16, 2x8, 1x8 + 2x4    | L1=4x64KB L2=4x256KB L3=6MB  | Iris Pro Graphics 6200 | Sì              | Sì              | Sì              | Sì              | Sì              | Sì              | Broadwell-H     |
| Core i7-5850EQ                 | Giugno 2015       | BGA-1364           | 4               | 2,7 GHz (3,4 GHz)    | 27x             | 14 nm                  | ? V             | 47 W            | 2-DDR3L 1600L 2-LPDDR3 1866            | 100 MHz         | 5 GT/s          | 1x16, 2x8, 1x8 + 2x4    | L1=4x64KB L2=4x256KB L3=6MB  | Iris Pro Graphics 6200 | Sì              | Sì              | Sì              | Sì              | Sì              | Sì              | Broadwell-H     |
| Core i7-5850HQ                 | Giugno 2015       | BGA-1364           | 4               | 2,7 GHz (3,6 GHz)    | 27x             | 14 nm                  | ? V             | 47 W            | 2-DDR3L 1600L 2-LPDDR3 1866            | 100 MHz         | 5 GT/s          | 1x16, 2x8, 1x8 + 2x4    | L1=4x64KB L2=4x256KB L3=6MB  | Iris Pro Graphics 6200 | Sì              | Sì              | Sì              | Sì              | Sì              | Sì              | Broadwell-H     |
| Core i7-5950HQ                 | Giugno 2015       | BGA-1364           | 4               | 2,9 GHz (3,8 GHz)    | 29x             | 14 nm                  | ? V             | 47 W            | 2-DDR3L 1600L 2-LPDDR3 1866            | 100 MHz         | 5 GT/s          | 1x16, 2x8, 1x8 + 2x4    | L1=4x64KB L2=4x256KB L3=6MB  | Iris Pro Graphics 6200 | Sì              | Sì              | Sì              | Sì              | Sì              | Sì              | Broadwell-H     |
| Core i7-6500U                  | Settembre 2015    | BGA-1356           | 2               | 2,5 GHz (3,1 GHz)    | 25x             | 14 nm                  | ? V             | 15 W            | 4-DDR4 2133 2-LPDDR3 1866 2-DDR3L 1600 | 100 MHz         | 4 GT/s          | 1x4, 2x2, 1x2+2x1 + 4x1 | L1=2x64KB L2=2x256KB L3=4MB  | HD Graphics 520        | Sì              | Sì              | Sì              | Sì              | Sì              | Sì              | Skylake-U       |
| Core i7-6560U                  | Settembre 2015    | BGA-1356           | 2               | 2,2 GHz (3,2 GHz)    | 22x             | 14 nm                  | ? V             | 15 W            | 4-DDR4 2133 2-LPDDR3 1866 2-DDR3L 1600 | 100 MHz         | 4 GT/s          | 1x4, 2x2, 1x2+2x1 + 4x1 | L1=2x64KB L2=2x256KB L3=4MB  | HD Graphics 540        | Sì              | Sì              | Sì              | Sì              | Sì              | Sì              | Skylake-U       |
| Core i7-6567U                  | Settembre 2015    | BGA-1356           | 2               | 3,3 GHz (3,6 GHz)    | 33x             | 14 nm                  | ? V             | 28 W            | 4-DDR4 2133 2-LPDDR3 1866 2-DDR3L 1600 | 100 MHz         | 4 GT/s          | 1x4, 2x2, 1x2+2x1 + 4x1 | L1=2x64KB L2=2x256KB L3=4MB  | HD Graphics 550        | Sì              | Sì              | Sì              | Sì              | Sì              | Sì              | Skylake-U       |
| Core i7-6600U                  | Settembre 2015    | BGA-1356           | 2               | 2,6 GHz (3,4 GHz)    | 26x             | 14 nm                  | ? V             | 15 W            | 4-DDR4 2133 2-LPDDR3 1866 2-DDR3L 1600 | 100 MHz         | 4 GT/s          | 1x4, 2x2, 1x2+2x1 + 4x1 | L1=2x64KB L2=2x256KB L3=4MB  | HD Graphics 520        | Sì              | Sì              | Sì              | Sì              | Sì              | Sì              | Skylake-U       |
| Core i7-6650U                  | Settembre 2015    | BGA-1356           | 2               | 2,2 GHz (3,4 GHz)    | 22x             | 14 nm                  | ? V             | 15 W            | 4-DDR4 2133 2-LPDDR3 1866 2-DDR3L 1600 | 100 MHz         | 4 GT/s          | 1x4, 2x2, 1x2+2x1 + 4x1 | L1=2x64KB L2=2x256KB L3=4MB  | HD Graphics 540        | Sì              | Sì              | Sì              | Sì              | Sì              | Sì              | Skylake-U       |
| Core i7-6700HQ                 | Settembre 2015    | BGA-1440           | 4               | 2,6 GHz (3,5 GHz)    | 26x             | 14 nm                  | ? V             | 45 W            | 4-DDR4 2133 2-LPDDR3 1866 2-DDR3L 1600 | 100 MHz         | 8 GT/s          | 1x16, 2x8, 1x8+2x4      | L1=4x64KB L2=4x256KB L3=6MB  | HD Graphics 530        | Sì              | Sì              | Sì              | Sì              | Sì              | Sì              | Skylake-H       |
| Core i7-6820EQ                 | Ottobre 2015      | BGA-1440           | 4               | 2,8 GHz (3,5 GHz)    | 28x             | 14 nm                  | ? V             | 45 W            | 4-DDR4 2133 2-LPDDR3 1866 2-DDR3L 1600 | 100 MHz         | 8 GT/s          | 1x16, 2x8, 1x8+2x4      | L1=4x64KB L2=4x256KB L3=8MB  | HD Graphics 530        | Sì              | Sì              | Sì              | Sì              | Sì              | Sì              | Skylake-H       |
| Core i7-6820HK                 | Settembre 2015    | BGA-1440           | 4               | 2,7 GHz (3,6 GHz)    | 27x             | 14 nm                  | ? V             | 45 W            | 4-DDR4 2133 2-LPDDR3 1866 2-DDR3L 1600 | 100 MHz         | 8 GT/s          | 1x16, 2x8, 1x8+2x4      | L1=4x64KB L2=4x256KB L3=8MB  | HD Graphics 530        | Sì              | Sì              | Sì              | Sì              | Sì              | Sì              | Skylake-H       |
| Core i7-6822HQ                 | Settembre 2015    | BGA-1440           | 4               | 2,7 GHz (3,6 GHz)    | 27x             | 14 nm                  | ? V             | 45 W            | 4-DDR4 2133 2-LPDDR3 1866 2-DDR3L 1600 | 100 MHz         | 8 GT/s          | 1x16, 2x8, 1x8+2x4      | L1=4x64KB L2=4x256KB L3=8MB  | HD Graphics 530        | Sì              | Sì              | Sì              | Sì              | Sì              | Sì              | Skylake-H       |
| Core i7-6822EQ                 | Ottobre 2015      | BGA-1440           | 4               | 1 GHz (1,7 GHz)      | 10x             | 14 nm                  | ? V             | 25 W            | 4-DDR4 2133 2-LPDDR3 1866 2-DDR3L 1600 | 100 MHz         | 8 GT/s          | 1x16, 2x8, 1x8+2x4      | L1=4x64KB L2=4x256KB L3=8MB  | HD Graphics 530        | Sì              | Sì              | Sì              | Sì              | Sì              | Sì              | Skylake-H       |
| Core i7-6920HQ                 | Settembre 2015    | BGA-1440           | 4               | 2,9 GHz (3,8 GHz)    | 29x             | 14 nm                  | ? V             | 45 W            | 4-DDR4 2133 2-LPDDR3 1866 2-DDR3L 1600 | 100 MHz         | 8 GT/s          | 1x16, 2x8, 1x8+2x4      | L1=4x64KB L2=4x256KB L3=8MB  | HD Graphics 530        | Sì              | Sì              | Sì              | Sì              | Sì              | Sì              | Skylake-H       |
| Core i7-3770U                  | Ottobre 2016      | Hp - Compaq        | 2               | 3.4 GHz (3,5 GHz)    | 27x             | 14 nm                  | ? V             | 15 W            | 4-DDR4 2133 2-LPDDR3 1866 2-DDR3L 1600 | 100 MHz         | 4 GT/s          | 1x4, 2x2, 1x2+2x1 + 4x1 | L1=2x64KB L2=2x256KB L3=4MB  | HD Graphics 620        | Sì              | Sì              | Sì              | Sì              | Sì              | Sì              | Kabylake-U      |
| Core i7-7600U                  | -                 |                    | 2/4             | 2,8 GHz (3,9 GHz)    |                 |                        | ? V             | 15W             | 4-DDR4 2133 2-LPDDR3 1866 2-DDR3L 1600 |                 | -               | -                       | 4MB                          | HD Graphics 620        |                 |                 |                 |                 |                 |                 | -               |
| Core i7-7700                   | -                 |                    | 4/8             | 3,6 GHz (4,2 GHz)    |                 |                        | ? V             | 65W             | -                                      |                 | -               | -                       | 8MB                          | HD Graphics 630        |                 |                 |                 |                 |                 |                 | -               |
| Core i7-7700T                  | -                 |                    | 4/8             | 2,9 GHz (3,8 GHz)    |                 |                        | ? V             | 35W             | -                                      |                 | -               | -                       | 8MB                          | HD Graphics 630        |                 |                 |                 |                 |                 |                 | -               |
| Core i7-7700K                  | -                 |                    | 4/8             | 4,2 GHz (4,5 GHz)    |                 |                        | ? V             | 91W             | -                                      |                 | -               | -                       | 8MB                          | HD Graphics 630        |                 |                 |                 |                 |                 |                 | -               |
| Core i7-7820HQ                 | -                 |                    | -               | 2,9 GHz (3,9 GHz)    |                 |                        | ? V             | 45W             | -                                      |                 | -               | -                       | 8MB                          | -                      |                 |                 |                 |                 |                 |                 | -               |
| Core i7-7820HK                 | -                 |                    | -               | 2,9 GHz (3,9 GHz)    |                 |                        | ? V             | 45W             | -                                      |                 | -               | -                       | 8MB                          | -                      |                 |                 |                 |                 |                 |                 | -               |
| Core i7-7820EQ                 | -                 |                    | -               | 3 GHz (3,7 GHz)      |                 |                        | ? V             | 45W             | -                                      |                 | -               | -                       | 8MB                          | -                      |                 |                 |                 |                 |                 |                 | -               |
| Core i7-7900                   | -                 |                    | 6               | 3,1 GHz (4,1 GHz)    |                 |                        | ? V             | 45W             | 33W + 4X5                              |                 | -               | -                       | 8MB                          | -                      |                 |                 |                 |                 |                 |                 | -               |
| Core i7-8700K                  | -                 | 3.7 Ghz (4,7Ghz)   | 6               |                      |                 |                        | ? V             | 45W             | 33W + 4X5                              |                 | -               | -                       | 8MB                          |                        |                 |                 |                 |                 |                 |                 | -               |
| Core i7-9700k                  | -                 | 3,6 Ghz (4,9 Ghz)  | 6               |                      |                 |                        | ? V             | 45W             | 33W + 4X5                              |                 | -               | -                       | 8MB                          |                        |                 |                 |                 |                 |                 |                 | -               |